# Wrocław
Wrocław (kiejtéseⓘ, IPA: [ˈvrɔʦwaf], régiesen magyarul: Boroszló, németül: Breslau kiejtéseⓘ ['breslau], csehül: Vratislav ['vracislaf], latinul: Wratislavia vagy Vratislavia) város Lengyelországban, Szilézia történelmi fővárosa. Lakosságát tekintve az ország harmadik legnagyobb települése és az egyik legrégibb lengyelországi város. Az Alsó-sziléziai vajdaság fővárosa.
A történelem során Lengyelországhoz, Csehországhoz (1335–1469, 1490–1526), a Magyar Királysághoz (1469–1490), a Habsburg Birodalomhoz (1526–1742), a Porosz Királysághoz (1742–1871) és a Német Birodalomhoz (1871–1945) is tartozott.
Wrocław adott otthont az 1963-as férfi kosárlabda-Európa-bajnokság összes mérkőzésének, valamint a 2009-es férfi kosárlabda-Európa-bajnokság, a 2009-es női röplabda-Európa-bajnokság és a 2012-es labdarúgó-Európa-bajnokság egyes összecsapásainak.
2016-ban Európa kulturális fővárosa volt. Az 1913-ban épült Centenáriumi Csarnok, mint a modern építészet egyik legfontosabb korai épülete, 2006 óta az UNESCO Világörökség része.

## Fekvése
A középső Odera két partján fekszik. A városnak öt folyója van: az Odera és négy mellékfolyója, a Bystrzyca, az Oława, a Ślęza és a Widawa.

## Nevének eredete
Wrocławot először Merseburgi Thietmar krónikájában említik: Jánost, az újonnan alapított wrocławi egyházmegye püspökét 1000-ben Johannem Wrotizlaensemként, a várost magát pedig Wortizlawaként. Az első városi pecsét felirata: Sigillum civitatis Vracislavie és a város egyszerűsített neve 1175-ben: Wrezlawe.
A korai feljegyzések szerint a középkori város neve lengyelül Wrocisław, csehül Vratislav volt. A lengyel név kiejtése később egyszerűsödött két lépésben: Wrocisław→Wrotsław→Wrocław, és ezt az egyszerűbb nevet használják a 12. század óta. A cseh változatot latin oklevelekben használták: Wratislavia vagy Vratislavia, de a lengyel kiejtés itt is Wracislavia volt. A németes változat – Breslau – a 13. század óta van használatban, amikor a város Kelet-Németország egyik fontos városává vált.
Hagyományosan úgy tartják, hogy egy Vratislaw/Wrocislaw nevű személyről nevezték el, bár az nem világos, hogy milyen kapcsolat volt I. Vratiszláv cseh fejedelem és a város között, ha ilyen kapcsolat egyáltalán létezett. Lehetséges az is, hogy nevét Vratislav, sziléziai törzsi fejedelem neve után kapta, aki a város első birtokosa volt.
A város neve más nyelveken:
- Boroszló (magyar)
- Breslau (német)
- Breslavia (olasz)
- Vratislav (szlovák)
- Vroclav (szerb)
- Vroclavas (litván)

## Története

### Középkor

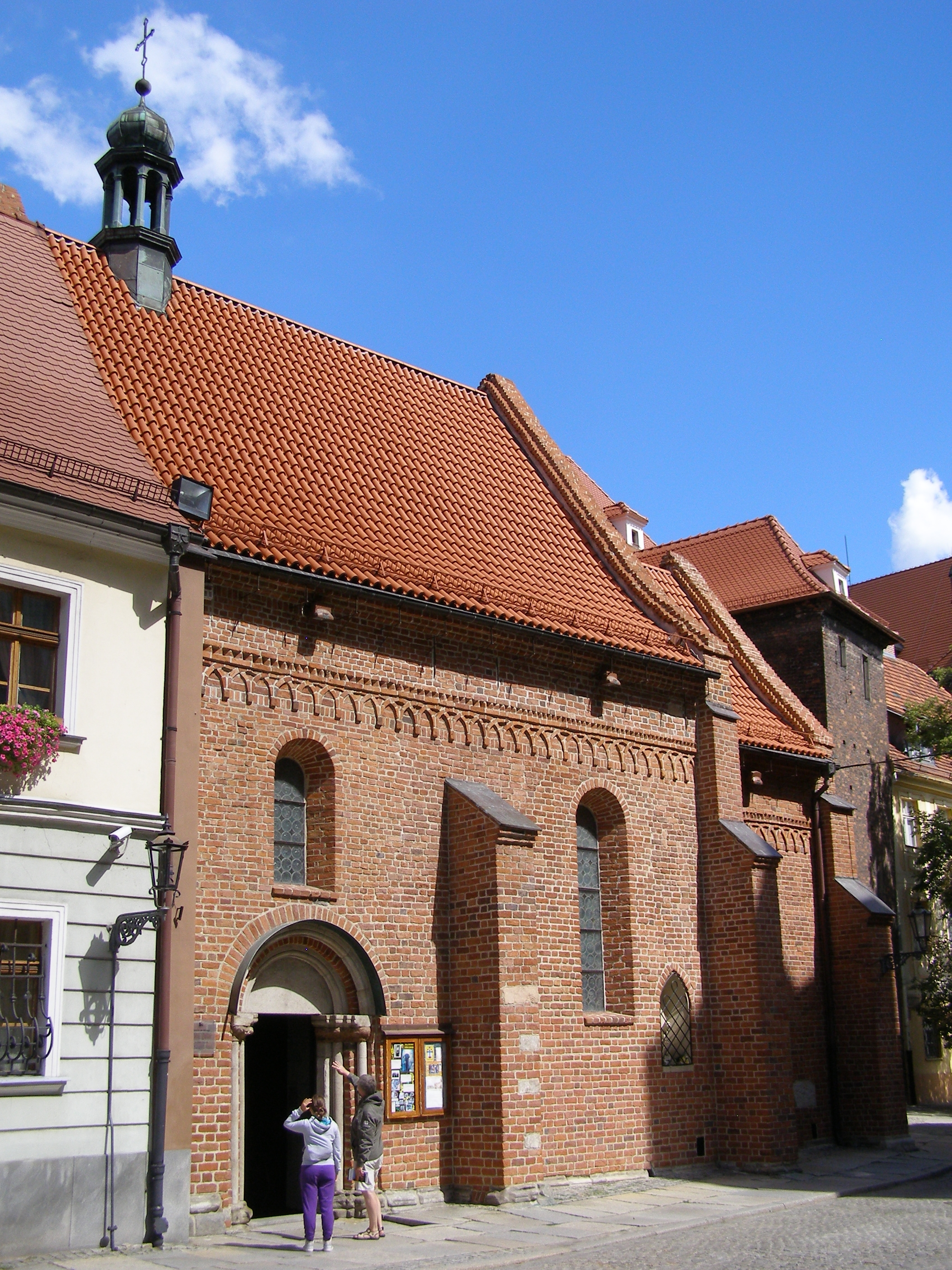
Az 1241–42-ben épült templom

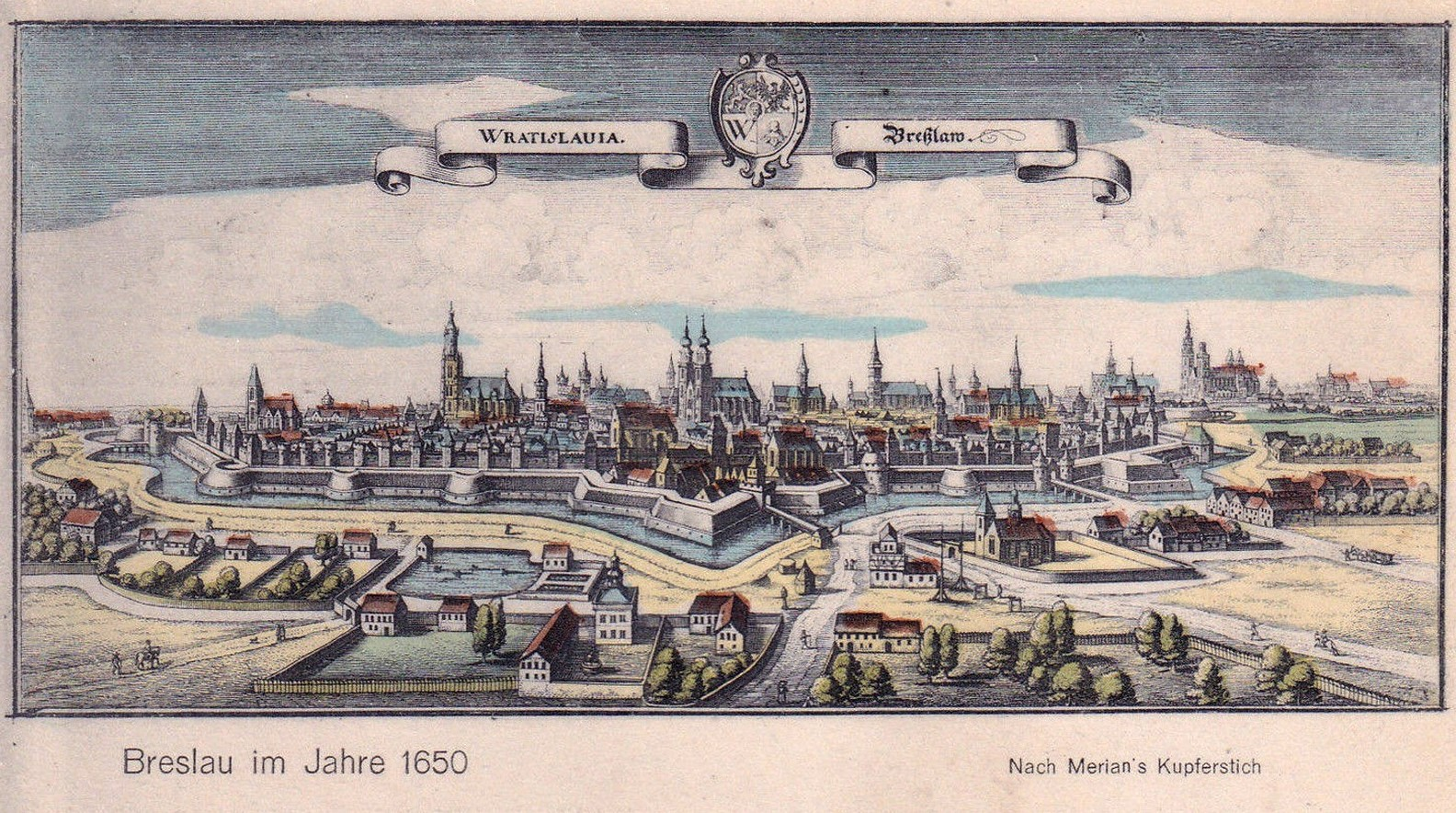
Boroszló

Wrocław már régóta vásározó hely volt, amikor először jegyezték fel nevét a 10. században Vratislaviaként (Wratislaw). I. Mieszko lengyel fejedelem a 990-es években meghódította. 1138-ban Szilézia fővárosa lett. A tatárjárás alatt 1241-ben a lakosság többségét evakuálták. A várost a mongolok kirabolták és felgyújtották, de nem maradt idejük a vár megvívására, ahová a lakosság többsége menekült.
A korabeli oklevelekben a város neve sok változatban szerepel: Bresslau, Presslau, Breslau és Wratislaw. Az újjáépített város 1262-ben magdeburgi városjogot kapott. Első ábrázolása Hartmann Schedel nürnbergi világkrónikájában jelent meg, 1493-ban.
Mivel a Német-római Birodalom közvetlen vazallusa volt, a német-római császárok biztosították különböző hercegi és királyi dinasztiák uralmát. A Hanza-szövetségnek, az észak-európai városok kereskedelmi ligájának is tagja volt. Majdnem a teljes középkor folyamán Wrocław uralkodói a Piast-dinasztiából származó sziléziai hercegek voltak. Bár a város nem tartozott a hercegségükhöz, a wrocławi püspök egyúttal hercegi címmel is rendelkezett, amióta Pogarelli Preczlaus püspök (1341–1376) megvásárolta a Grodkówi hercegséget Bolesław brzegi hercegtől és hozzácsatolta Nysa egyházmegyéhez, ezután a breslaui püspökök titulusa Neisse és Grottkau (Nysa és Grodków) hercege lett, és ezáltal példaként szolgált más sziléziai uralkodóknak is.
Több évig tartó cseh–lengyel rivalizálás után 1335-ben Magyarországon, a Visegrádi királytalálkozón Szilézia legnagyobb részével együtt a cseh királyság kapta meg. 1469–1490 között Sziléziával együtt Magyarországhoz tartozott (ekkortájt kapta máig használatos magyar nevét). 1474-ben itt vívták meg a boroszlói csatát, ahol Mátyás király serege védekező taktikával legyőzte a cseh és a lengyel Jagelló királyok seregeit. 
Mátyás király halálától az 1740-es évekig ismét Csehországhoz. Ez utóbbival együtt 1526-tól a Habsburg birodalom része lett. Ettől kezdve, bár a lakosság legalább fele szláv származású volt, nyelvükben mindnyájan németté váltak. A reformáció alatt a wrocławiak túlnyomórészt evangélikusok lettek, de a 17. században fellendülő ellenreformáció idején a jezsuiták sokakat visszatérítettek, a Habsburg uralkodók támogatásával.
Miután a helyi Piast-uralkodóház kihalt, 1675-ben a Habsburgok örökölték Wrocławot. Az osztrák császárok erőteljesen szorgalmazták a város rekatolizálását. Az osztrák örökösödési háború (1740–1748) első szakaszát lezáró breslaui béke, majd az azt megerősítő berlini béke rendelkezése szerint Mária Terézia (cseh királynői minőségében) csaknem egész Sziléziát átengedte Nagy Frigyesnek. A megszerzett területet Breslau városával együtt Szilézia tartomány néven annektálta a Porosz Királyság.
1741–1918 között hivatalos neve: Königliche Haupt- und Residenzstadt Breslau, azaz Wrocław Királyi Fő- és Székváros, 1918–45 között: Landeshauptstadt Breslau, azaz Wrocław Tartományi Főváros.

### Újkori történelme
Miután a Habsburgok lemondtak a német-római császári címről 1806-ban, a város porosz fennhatóság alatt maradt, és 1871-ben a megalakuló Német Birodalom részévé vált, Alsó-Szilézia tartomány fővárosaként. Breslau nagy fejlődésnek indult: a város fontos ipari körzetté vált, főleg vászon- és pamutipara volt jelentős, 1860 és 1910 között lakossága megháromszorozódott, elérte a félmilliót. A város határai is nagymértékben kibővültek 1928-ban.

„A nemzetiszocialista népirtás a második világháború alatt a város 10 000 zsidó lakosából sokat megölt. Amikor a Vörös Hadsereg 1945 februárjában a közeledett, Breslaut erőddé nyilvánították ("Festung Breslau") és a város lakosságának többségét evakuálták, de kb. 200 000-en ott maradtak. Az erődítések építéséhez kényszermunkásokkal erősítették a civil munkásokat és a koncentrációs táborok foglyait is a munkálatokra vitték. A városból menekülő német civil lakosságból a szovjet katonai alakulatok 18 000 gyermeket, asszonyt és idős embert gyilkoltak le.”

Közel három hónapos ostrom után, 1945. május 7-én, az európai háború utolsó napján „Breslau erőd” megadta magát, és Kelet-Németország utolsó nagyvárosa elesett. Mintegy 40 000 breslaui maradt holtan a romok között, és a város csaknem 70%-a elpusztult. Az ostrom alatt a hatóságok egy modern lakótelepet a Kaiserstraßén (most Plac Grunwaldzki) leborotváltak a föld színéről, hogy helyet adjanak egy katonai repülőtérnek, amely utánpótlással látta volna el a várost. Ismeretlen számú német polgár és kényszermunkás veszítette életét a repülőtér építése alatt.
Mint csaknem egész Szilézia, Breslau is lengyel közigazgatás alá került 1945-ben a Potsdami konferencia alatt kötött megállapodás szerint. (Bár a nemzetközi jog alapján csak 1990-ben vált végleg és hivatalosan Lengyelország részévé.) A legtöbb német túlélőt 1945 és 1949 között erőszakkal kitelepítették a háború utáni német államok valamelyikébe, vagy később önként távoztak. Tény, hogy az utolsó német iskolát csak 1963-ban zárták be. Wrocławot 1945 után újratelepítették Közép-Lengyelország kisvárosainak és falvainak lengyel lakosságával, illetve azokkal, akiket a Szovjetunióból telepítettek ki, azokról a korábbi lengyel területekről, melyek a háború után a Szovjetunióhoz kerültek. Sokan jöttek Lwówból (ma Lviv, Ukrajna), Wilnóból (ma Vilnius, Litvánia) és Grodnóból (ma Hrodna, Fehéroroszország).
1963 nyarán halálos áldozatokkal járó fekete himlő járvány pusztított, a várost karanténba zárták. Ennek ellenére ősszel megrendezték a férfi kosárlabda Európa-bajnokság eseményeit. A járvány leküzdéséhez Magyarország is segítséget nyújtott.
Az 1960-as évektől kezdve a történelmi belvárost fokozatosan újjáépítették. Csaknem minden műemléképületet megmentettek. Ma Wrocław a modern Lengyelország egyedülállóan európai városa, építészete verseng az osztrák, cseh és német városokéval.
1997-ben az Odera kiöntött és a várost komoly árvízkár érte.

## Közigazgatási beosztás
Wrocław közigazgatásilag kerületekre oszlik. Régebben 5 kerülete volt: Psie Pole, Śródmieście, Stare Miasto, Krzyki és Fabryczna, ezek jelenleg nem rendelkeznek önkormányzattal, csak kihelyezett hivatalokkal és intézményekkel.

## Kultúra

### Múzeumok
- Narodowe (Nemzeti Múzeum)- például Powstańców Warszawy 5,
  - Panorama Racławicka (Racławicei körkép) (Muzeum Narodowego részlege) – ul. Purkyniego 11,
- A Muzeum Miejskie Wrocławia (Wrocławi városi múzeum) részlegei:
  - Muzeum Historyczne (Történeti Múzeum)
  - Muzeum Sztuki Mieszczanskiej (Városháza)
  - Muzeum Militariów (Hadtörténeti Múzeum)
  - Muzeum Archeologiczne (Régészeti Múzeum)
  - Muzeum Sztuki Medalierskiej (Éremművészeti Múzeum)
  - Muzeum Sztuki Cmentarnej – Régi zsidó temető
- Muzeum Akademii Sztuk Pięknych (Szépművészeti Akadémia Múzeuma) – ul. Traugutta 19–21,
- Muzeum Archidiecezjalne we Wrocławiu (Wrocławi érseki múzeum) – például Katedralny 16,
- Muzeum Architektury we Wrocławiu (Wrocławi építészeti múzeum) – ul. Bernardyńska 5,
- Geologiczne (Geológiai) – ul. Cybulskiego 30,
- Mineralogiczne (Ásványtani) (Uniwersytetu Wrocławskiego) – ul. Cybulskiego 30,
  - részlege – ul. Kuźnicza 21–22,
- Poczty i Telekomunikacji (Posta- és távközlési)- ul. Krasińskiego 1,
- Przyrodnicze (Természeti) (Uniwersytetu Wrocławskiego) – ul. Sienkiewicza 21,

### Színházak
- Gest (Teatr Mimu Politechniki Wrocławskiej) – ul. Powstańców Śląskich 137A,
- Filharmonia – ul. Piłsudskiego 19, Biuro Obsługi Widzów, ul. Mazowiecka 17,
- Impart (Centrum Sztuki WOK) – ul. Mazowiecka 17,
- K2 – ul. Kuźnicza 29a,
- Kameralny – ul. Świdnicka 28,
- Opera – ul. Świdnicka 35,
- Teatr Laboratorium (jelenleg Jerzy Grotowski alkotáskutatási központja) – Rynek-Ratusz 27,
- Teatr Polski we Wrocławiu ze scenami – ul. Zapolskiej 3,
- Capitol (Zenei) – ul. Piłsudskiego 72,
- Állami színház főiskola színháza – ul. Braniborska 59,
- Bábszínház – például Teatralny 4,
- Modern színház – ul. Rzeźnicza 12,
- Pantomim színház – al. Dębowa 16,

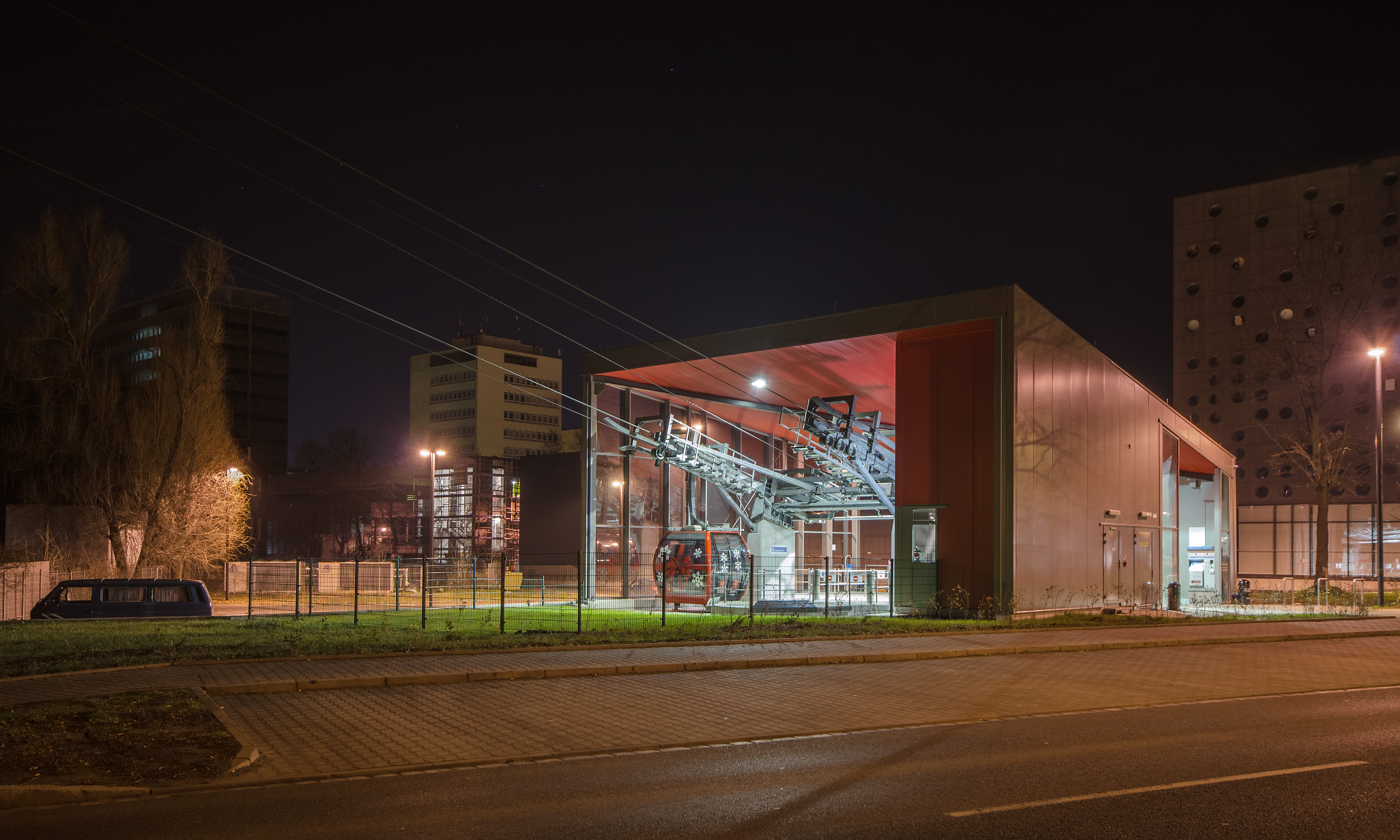
"Polinka" – Drótkötélpályás felvonó
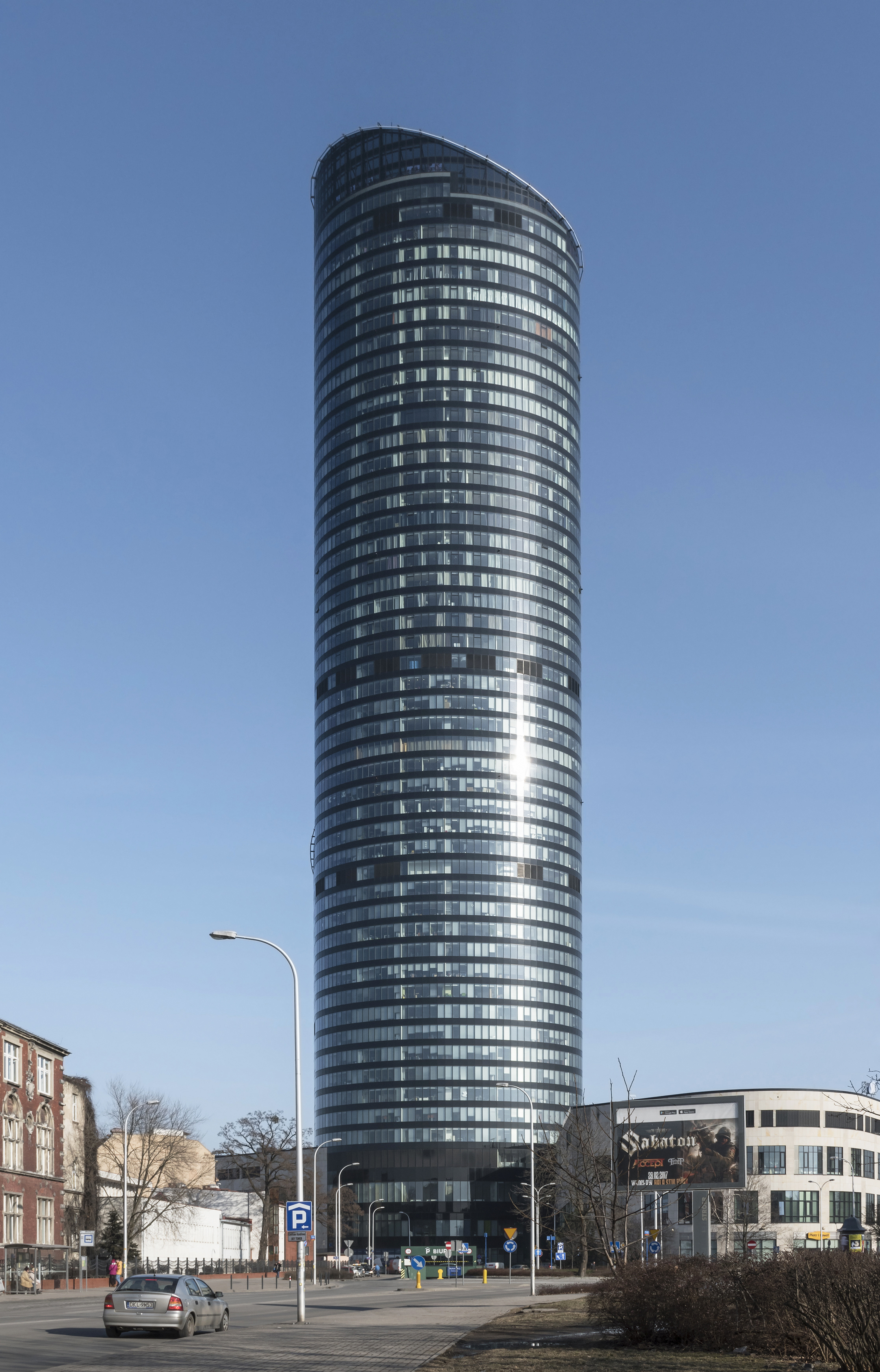
Sky Tower – 212 m
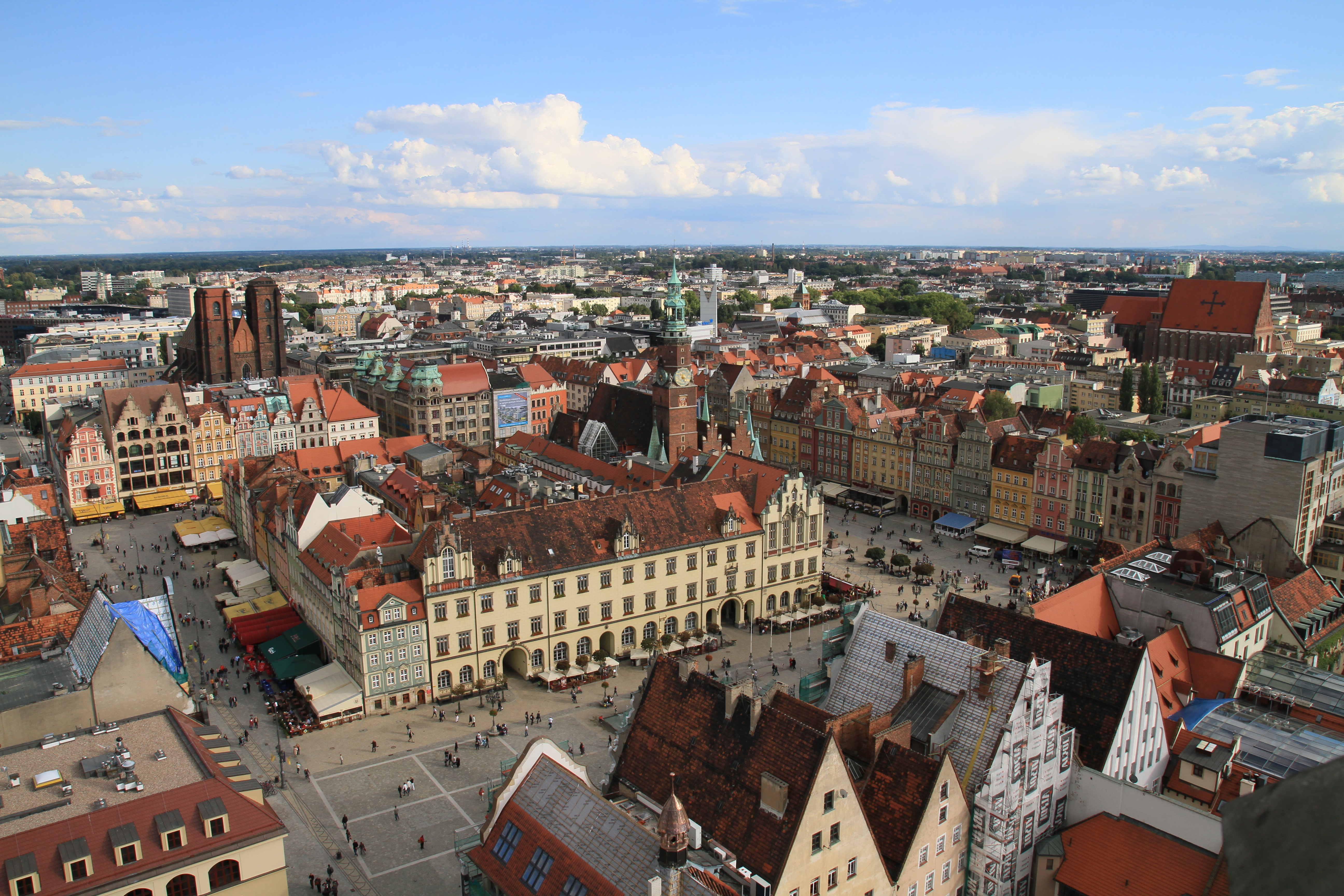
Wrocławi piactér
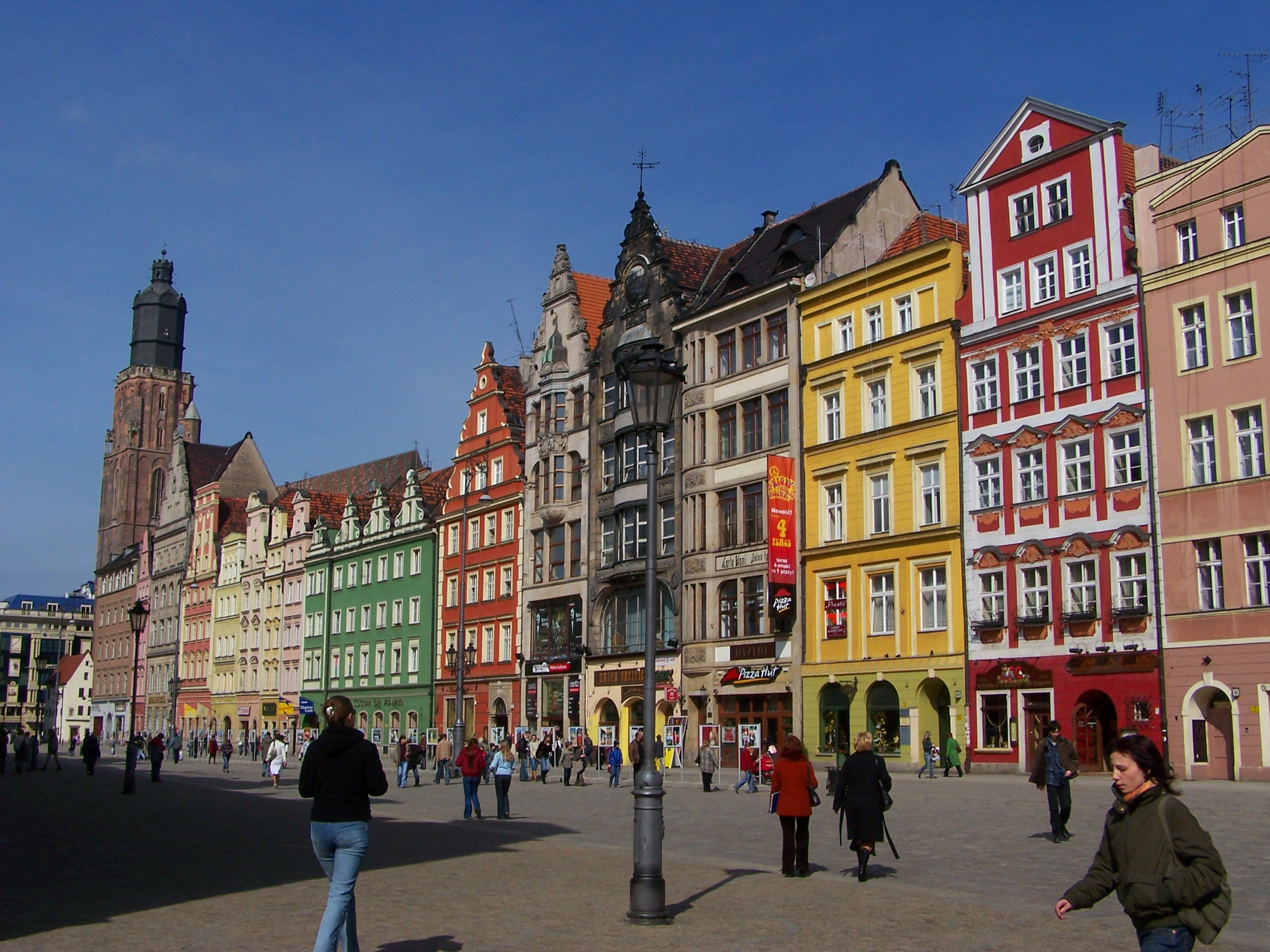
Wrocławi piactér
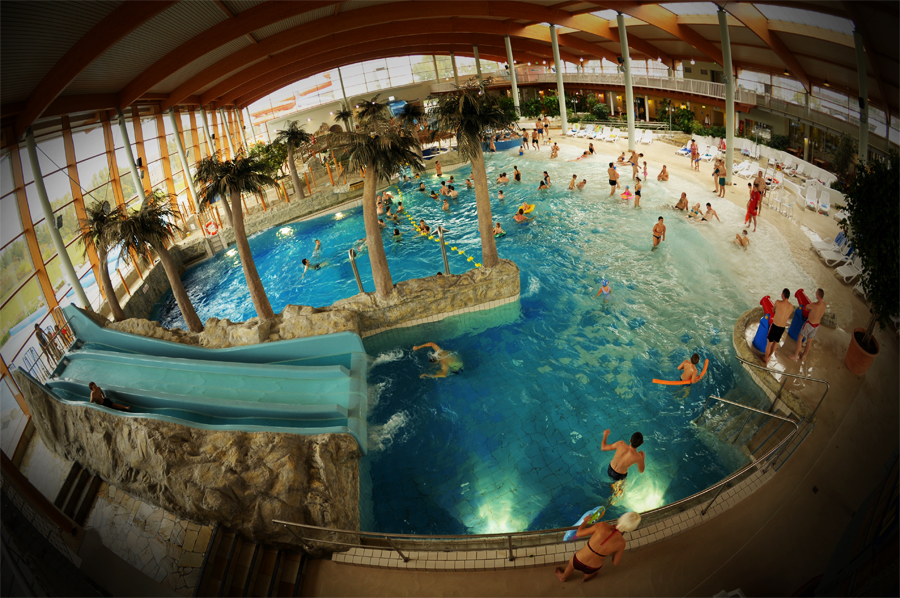
Aquapark
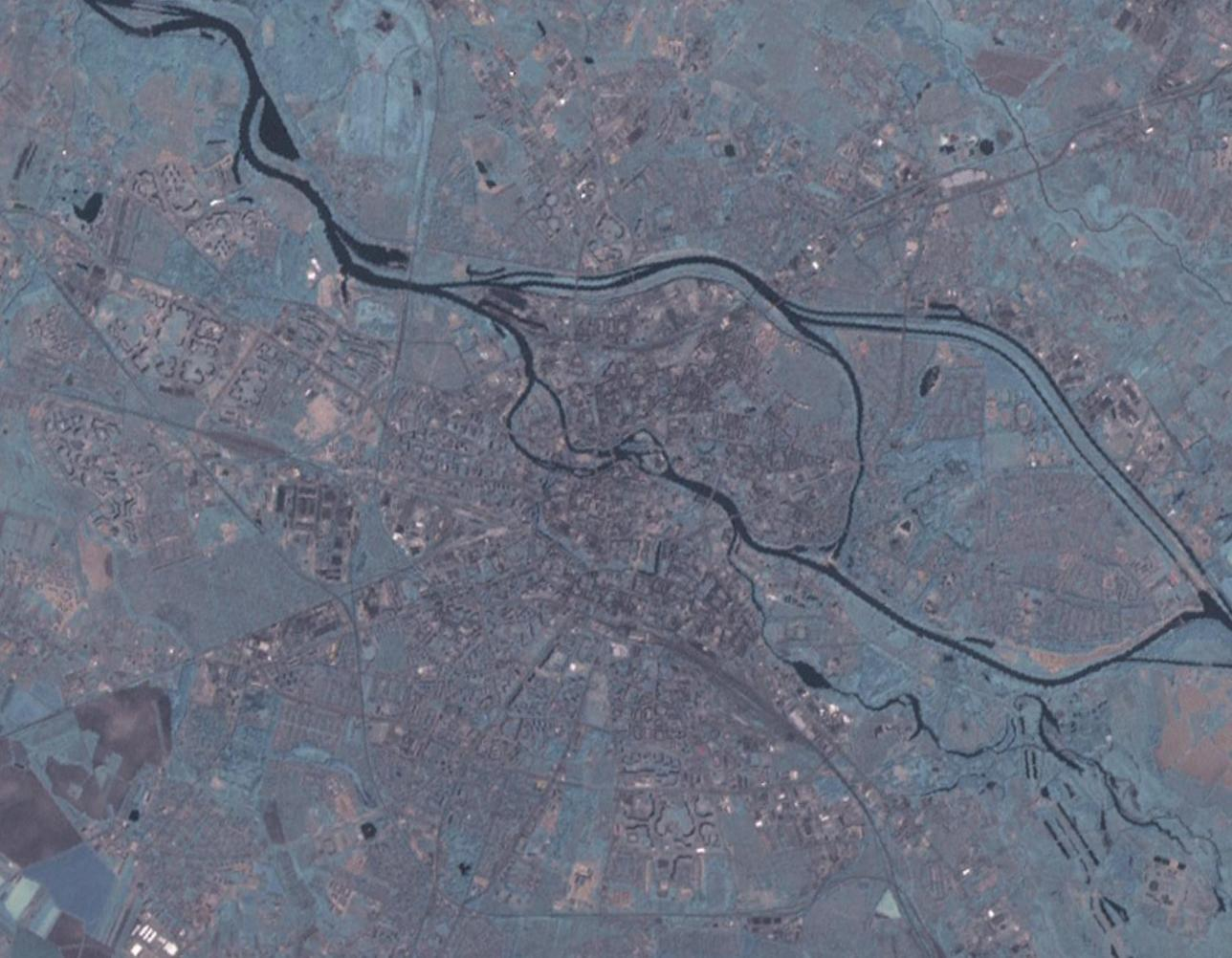
Wrocław – műhold felvétel
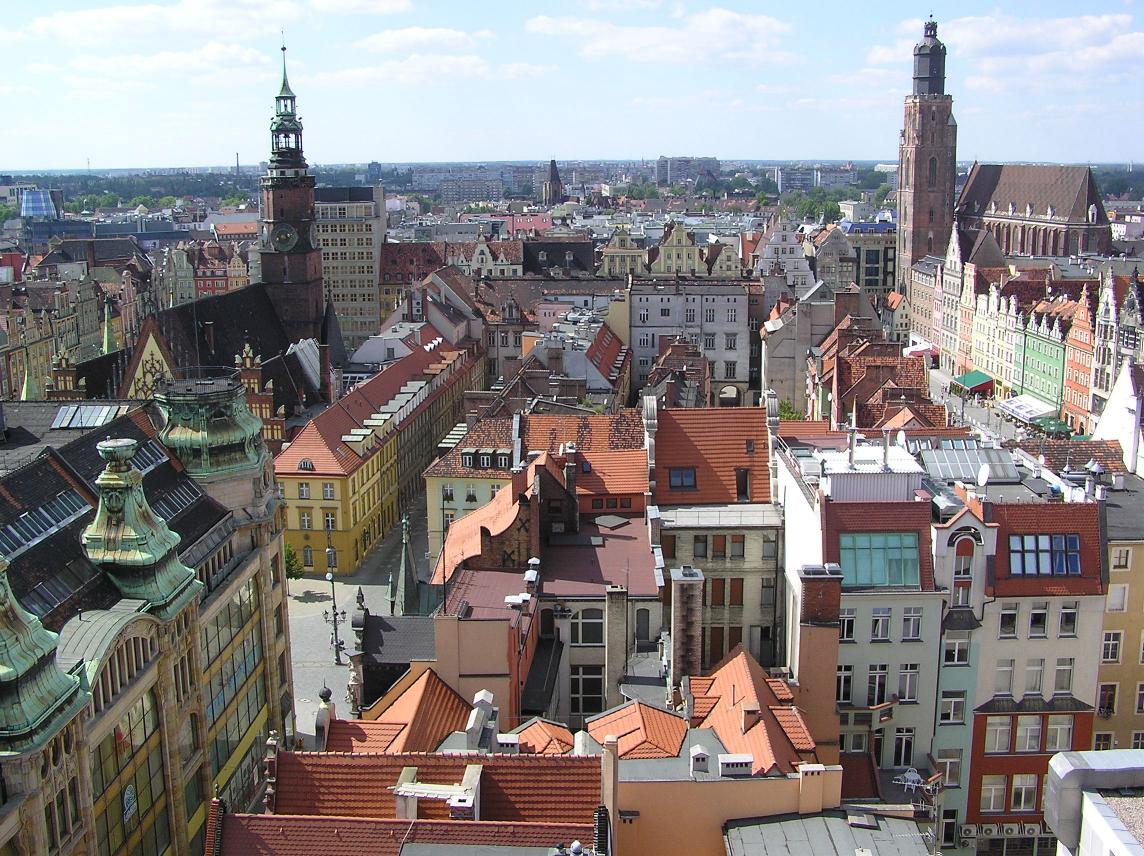
Piactér – látkép a „Boszorkányok hídjáról”
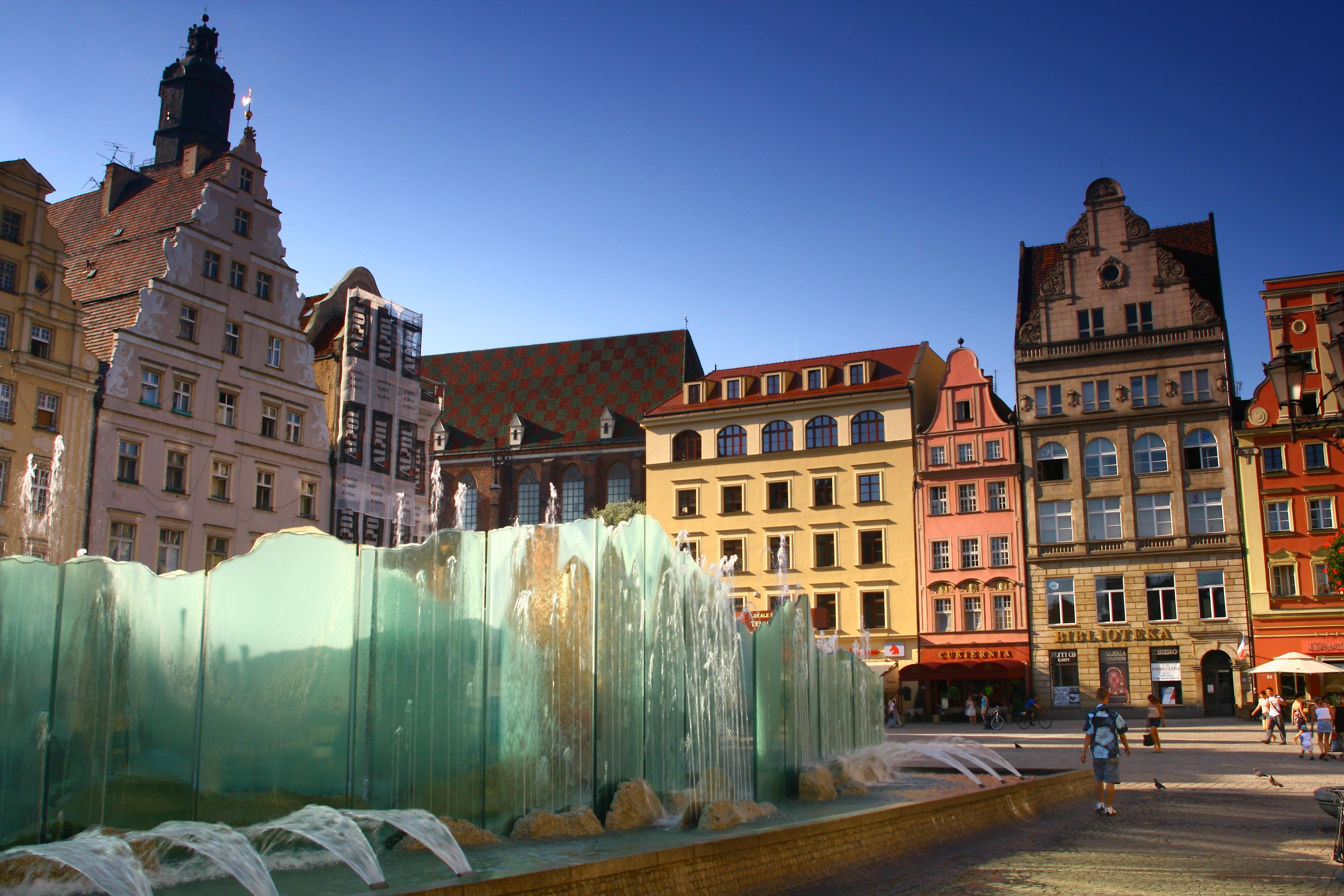
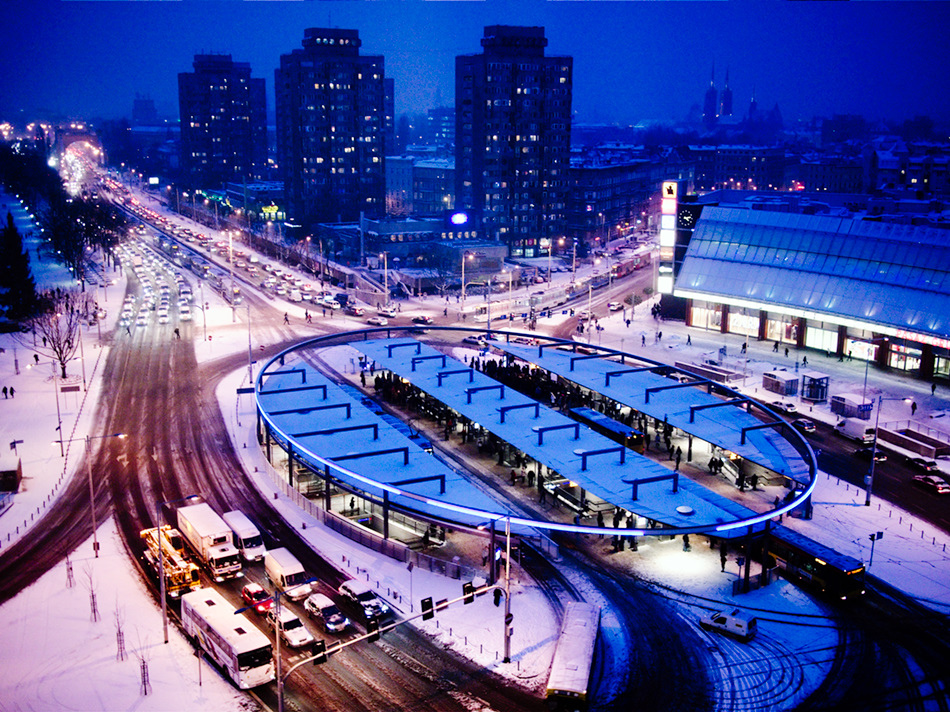
Grunwaldzki tér
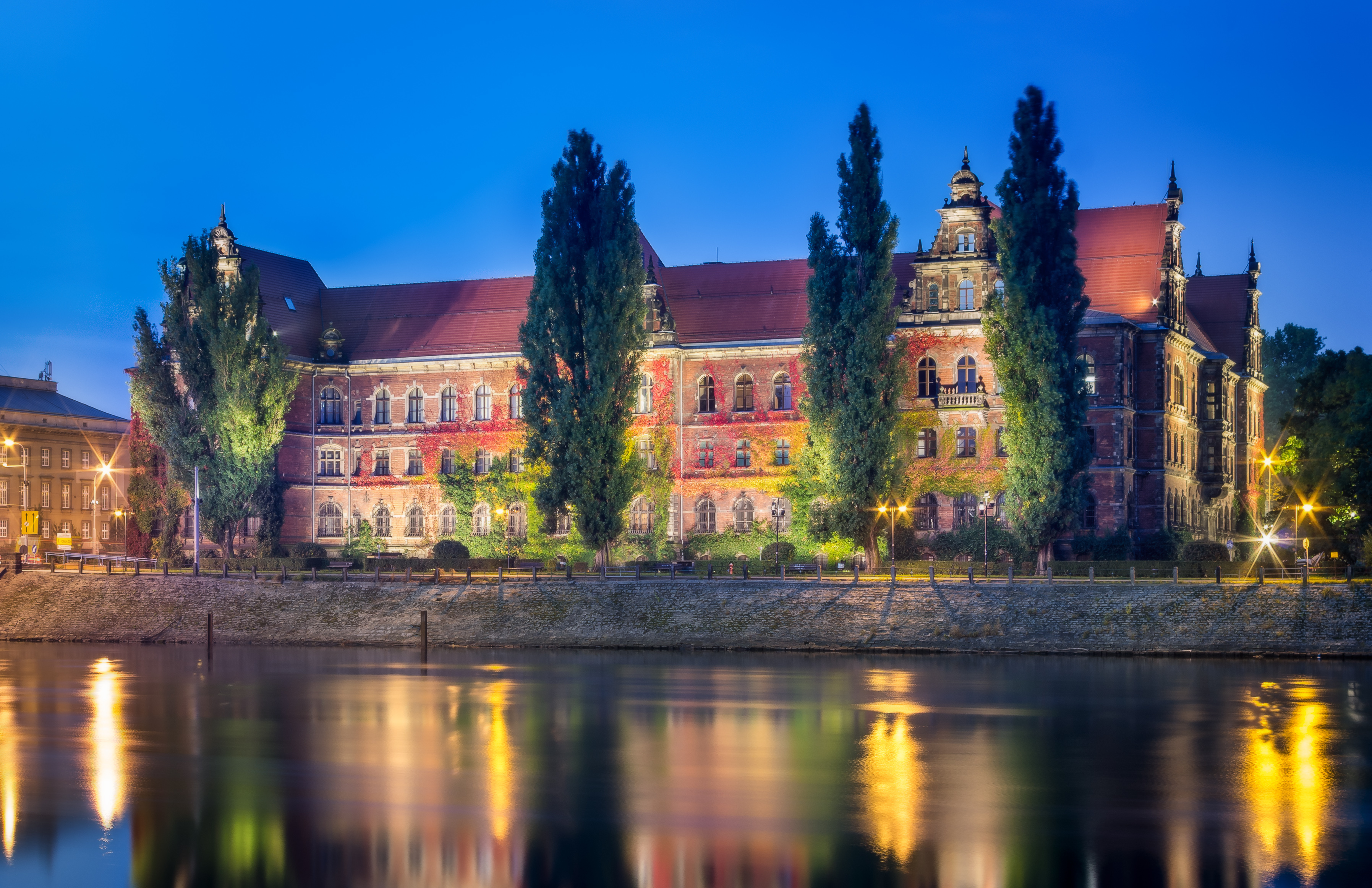
Nemzeti Múzeum
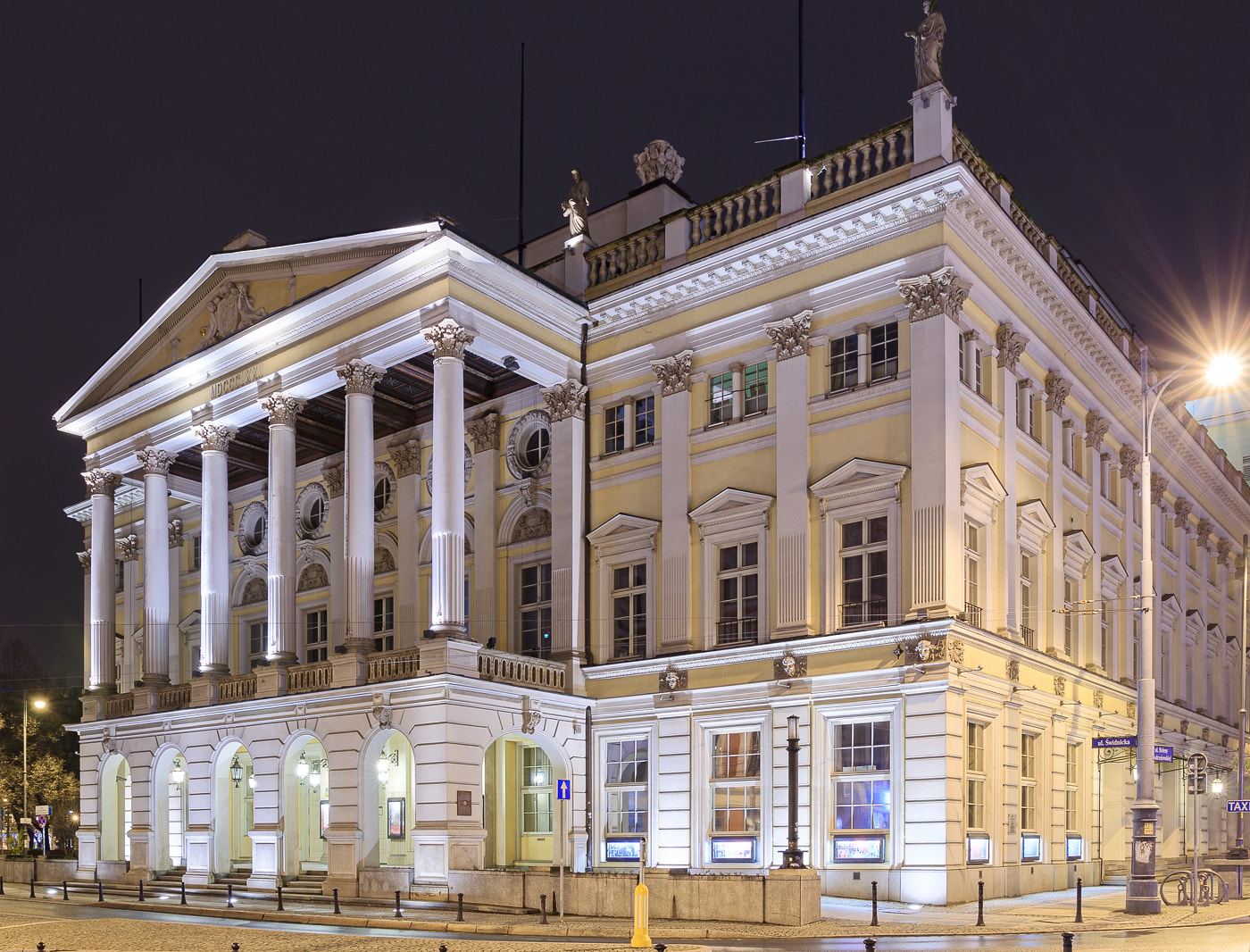
Opera
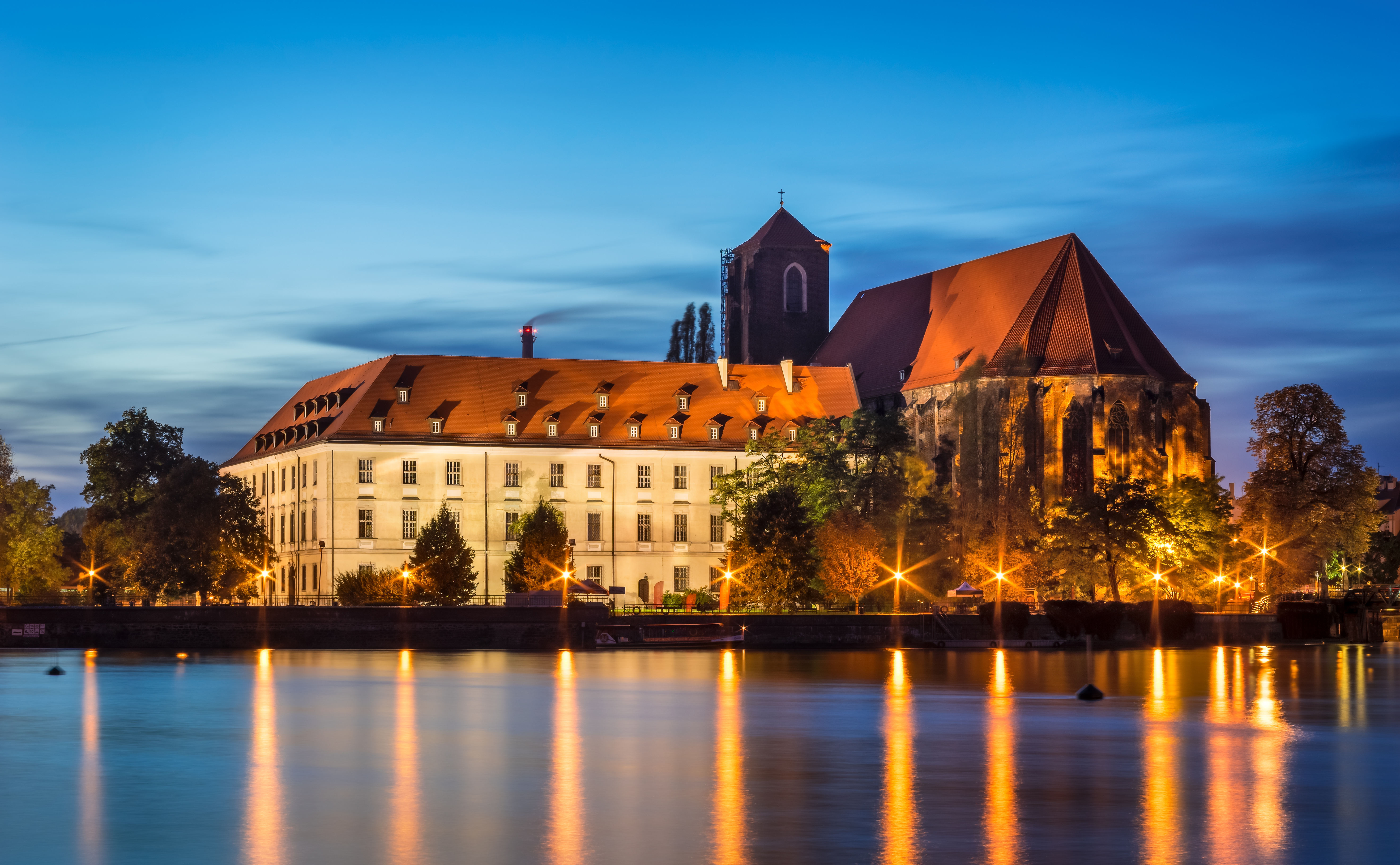
Piasek-sziget

## Gazdaság
Wrocławban autóbuszokat, vasúti kocsikat, háztartási gépeket, vegyi anyagokat és elektromos berendezéseket gyártanak. Az utóbbi években gyorsan fejlődik a számítástechnika, valamint több külföldi cég leányvállalata (pl.: Siemens, Nokia Solutions and Networks, LG, Volvo, HP, QAD, Whirpool, 3M, Bosch, Wabco stb.). A Siemens az egész szoftver részlegét Wrocławba telepíti. Wrocław – Varsó után – a legnagyobb pénzközpont Lengyelországban. A következő bankoknak van itt székházuk: Bank Zachodni WBK, Lukas Bank, Eurobank, Santander Consumer Bank (korábban PTF Bank), Európai Együttműködési Bank. A városban van a legnagyobb számú lízing cég, többek között az Európai Lízing Alap. Jelentős a gyógyszergyártás: US Pharmacia, Hasco-Lek, Galena, 3M, Labor, S-Lab.

## Közlekedés

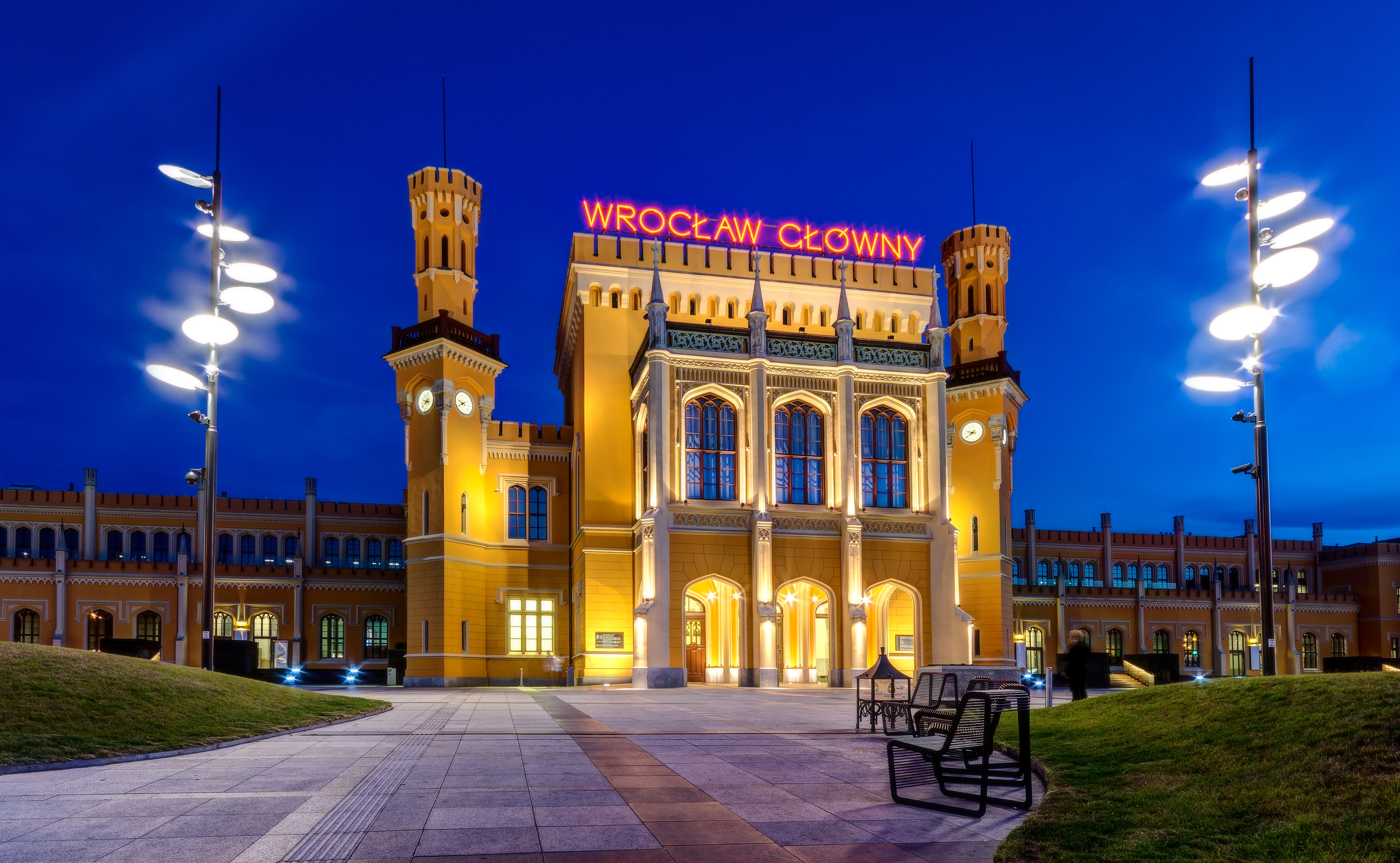
A Wrocław Główny pályaudvar

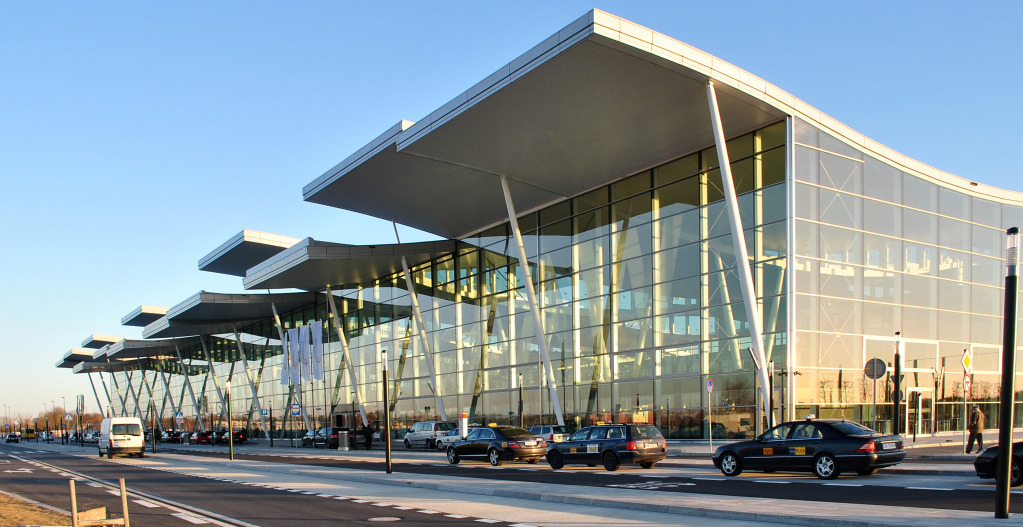
Repülőtér

### Úthálózat
Wrocławon áthalad az 5., 8. és 94. főút, rövid szakaszon érinti az A4 autópálya, Bielanyban, Wrocław mellett van az autópálya és az 5. és 35. főút csomópontja.
A wrocławi úthálózat sugaras, erősen a város központjára irányul. A 20. század végéig az Odera felett átívelő összes híd a folyó egy mindössze 2500 m hosszú szakaszán épült.
A külső kerületek közötti forgalmat a várost keresztülszelő vasútvonalak tovább lassítják.
Az 1980-as évektől fokozatosan megépült a belváros körüli elkerülő út, s a tervekben szerepelnek további elkerülő utak, köztük az A8 autópálya is.

### Vasúti, légi és vízi szállítás
Wrocław fontos vasúti csomópont: Wrocław-Brochów pályaudvar – az ország legnagyobb teherpályaudvara. Strachowice nemzetközi repterének – a diszkont társaságoknak köszönhetően – 13 európai várossal van közvetlen összeköttetése. A város áruforgalmát mindezen túl az Oderán levő teherkikötő is segíti.

### Városi tömegközlekedés
A városi közösségi közlekedés gerincét az 1960–70-es években a belvárosi részeken erősen megritkított villamoshálózat adja, a külső kerületek kiszolgálását autóbuszok végzik. A város területi kiterjedése és a forgalom intenzitása következtében többször felvetődött városi gyorsvasúti hálózat kialakítása.

## Sportélete

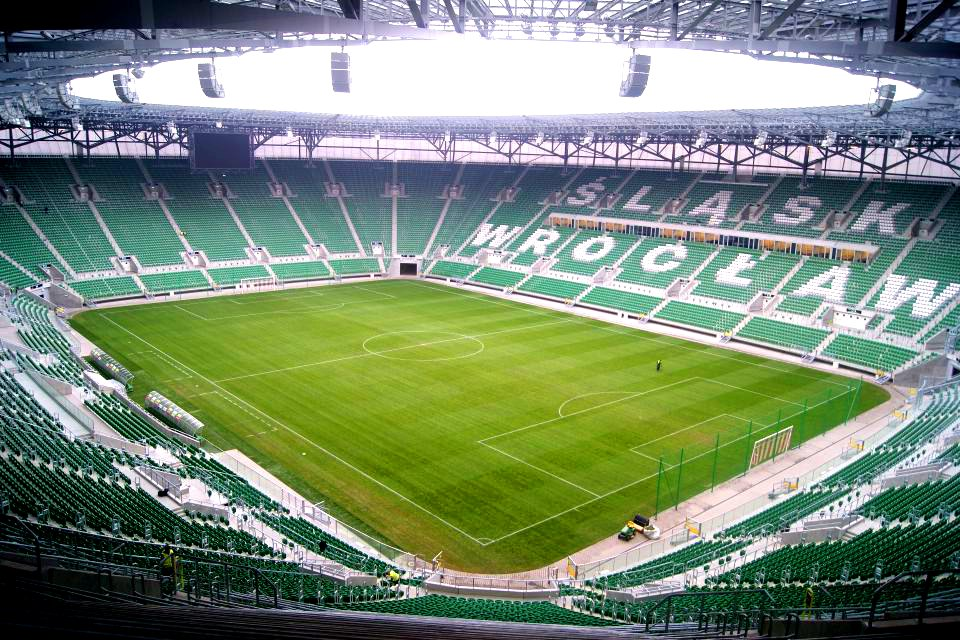
Városi Stadion (Wrocław)

A leghíresebb sport klub WKS Śląsk Wrocław
- Labdarúgás:
  - Śląsk Wrocław
- Kosárlabda:
  - Śląsk Wrocław
- Salakmotorozás:
  - Sparta Wrocław

## Oktatás

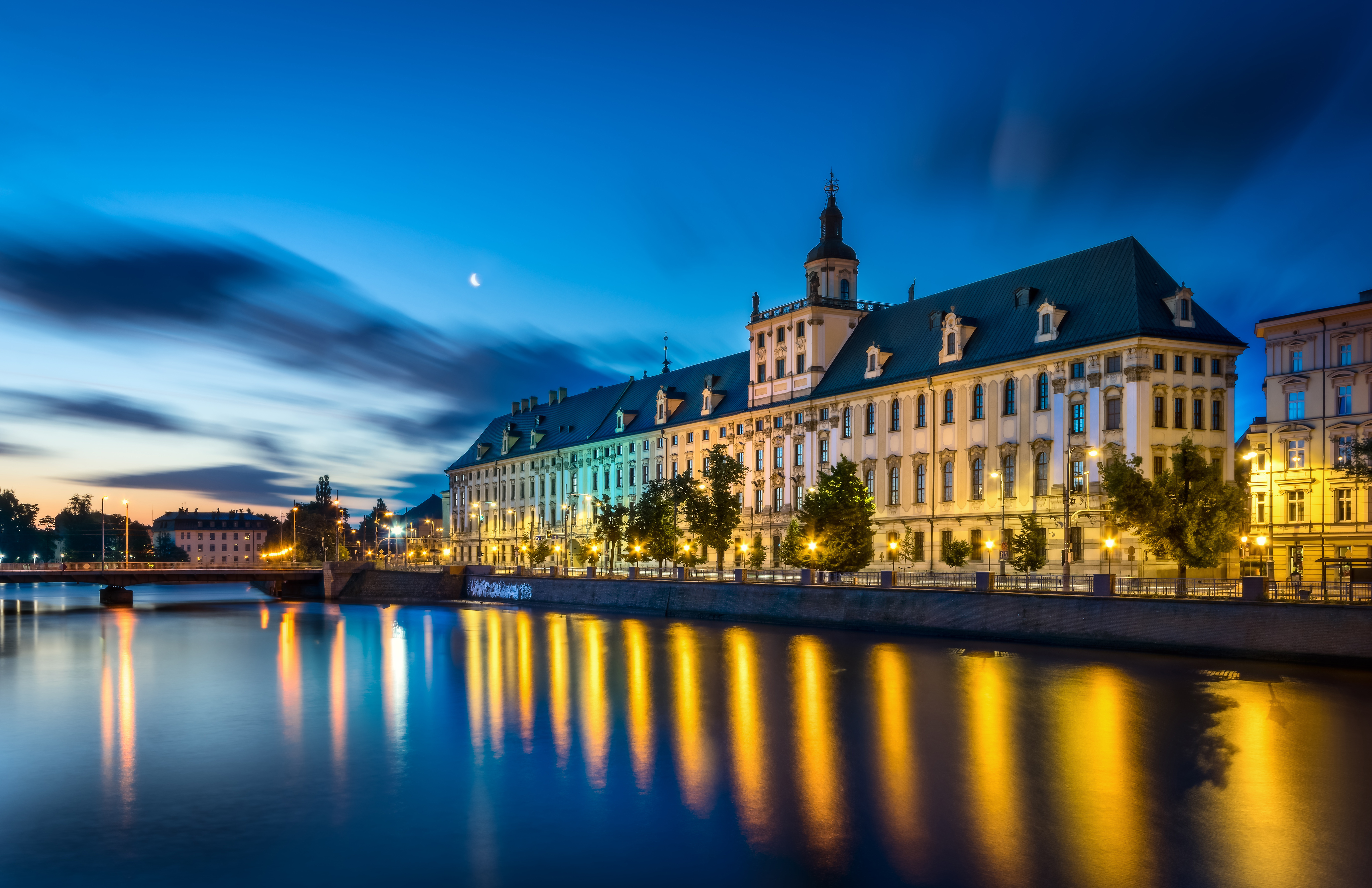
Wrocławi egyetem

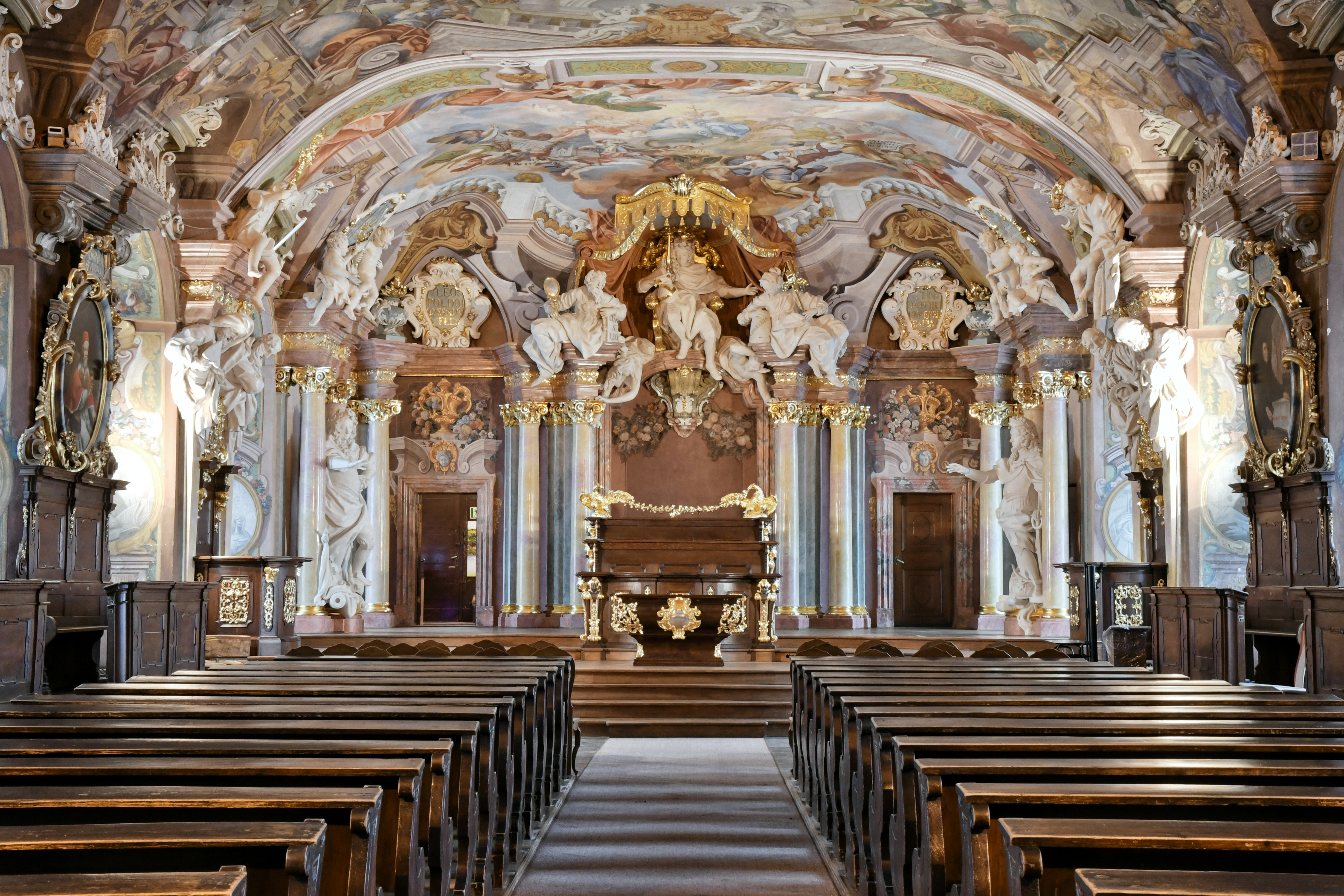
Aula Leopoldina

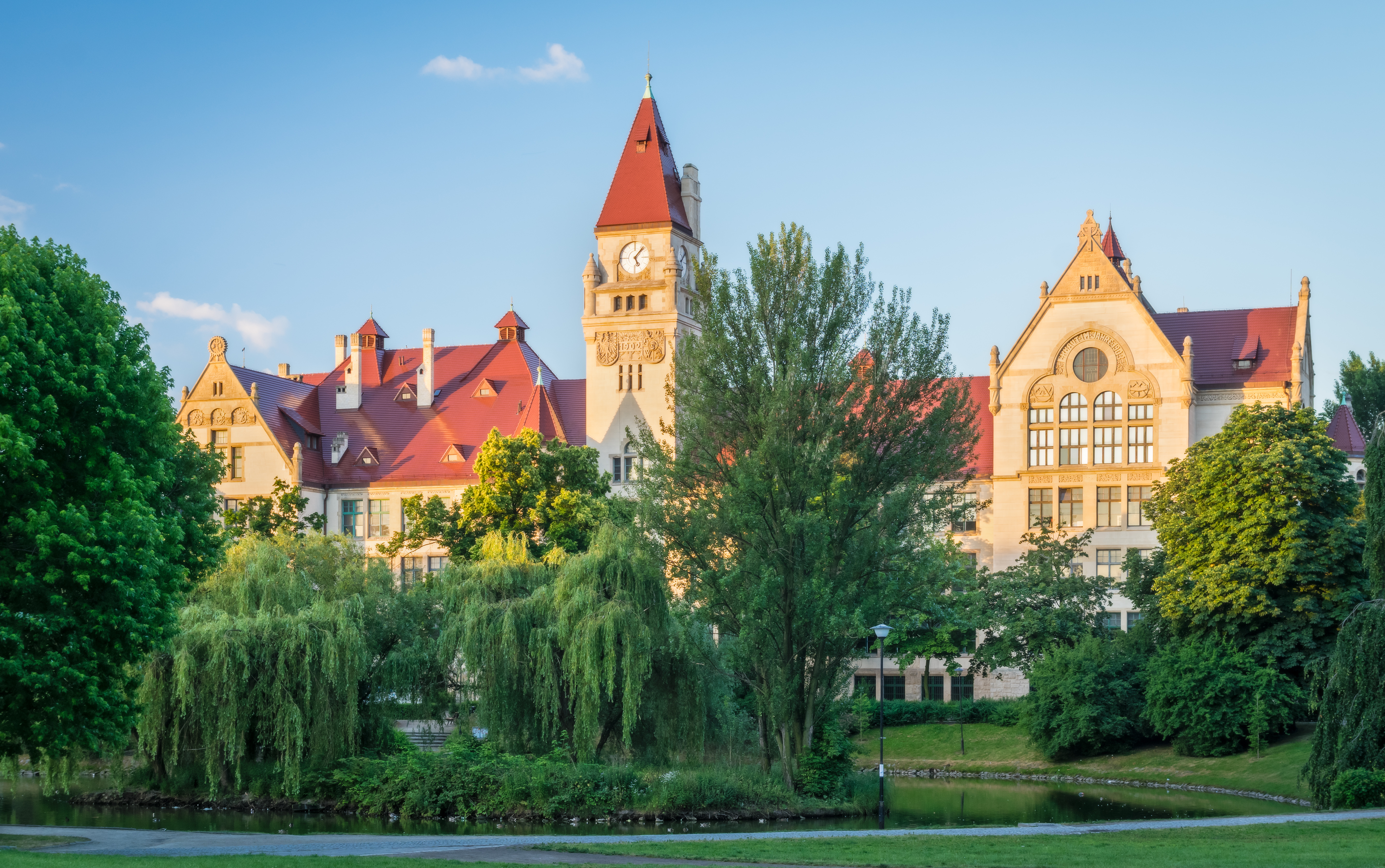
Építészeti fakultás a műegyetemen

### Állami főiskolák és egyetemek
- Uniwersytet Wrocławski – Wrocławi egyetem
- Politechnika Wrocławska – Wrocławi műegyetem, a Neissei Egyetem tagja
- Uniwersytet Medyczny im. Piastów Śląskich – Orvosi egyetem
- Uniwersytet Ekonomiczny we Wrocławiu – Közgazdasági egyetem
- Uniwersytet Przyrodniczy we Wrocławiu – Természettudományi egyetem
- Akademia Sztuk Pięknych – Szépművészeti akadémia
- Akademia Wychowania Fizycznego we Wrocławiu – Testnevelési főiskola
- Akademia Muzyczna im. K. Lipińskiego – Zeneakadémia
- Wyższa Szkoła Oficerska Wojsk Lądowych – Gyalogsági tisztképző főiskola
- Państwowa Wyższa Szkoła Teatralna im. L. Solskiego – Állami színművészeti főiskola
- Nauczycielskie Kolegium Języków Obcych we Wrocławiu –

### Nem állami oktatási intézetek
- Dolnośląska Szkoła Wyższa Edukacji TWP – Alsó-Sziléziai Egyetem AAE
- Dolnośląska Wyższa Szkoła Służb Publicznych "Asesor" – "Assessor" Alsó-Sziléziai Közszolgálati Főiskola
- Międzynarodowa Wyższa Szkoła Logistyki i Transportu – Nemzetközi Logisztikai és Közlekedési Főiskola
- Szkoła Wyższa Rzemiosł Artystycznych i Zarządzania – Iparművészeti és menedzsment Főiskola
- Wyższa Szkoła Bankowa – Bankfőiskola
- Wyższa Szkoła Filologiczna – Nyelvészeti Főiskola
- Wyższa Szkoła Fizjoterapii – Fizioterápia Főiskola
- Wyższa Szkoła Handlowa – Kereskedelmi Főiskola
- Wyższa Szkoła Humanistyczna – Bölcsészfőiskola
- Wyższa Szkoła Informatyki i Zarządzania "Copernicus" – Kopernikusz Informatikai és Menedzsmentképző Főiskola
- Wyższa Szkoła Informatyki Stosowanej – Alkalmazott Informatikai Főiskola
- Wyższa Szkoła Zarządzania "Edukacja" – Nevelési Vezetőképző Főiskola
  - Wydział zamiejscowy w Kępnie, w Kłodzku – Kępniében és Kłodzkuban Rezidensek Tanszéke
- Wyższa Szkoła Zarządzania i Finansów – Pénzügyi és Menedzserképző Főiskola
- Wyższa Szkoła Zarządzania i Bankowości w Poznaniu, Filia we Wrocławiu – Poznani Bankfőiskola Wrocławi Fiókja
- Papieski Wydział Teologiczny – Pápai Hittudományi Kar
- Metropolitalne Wyższe Seminarium Duchowne we Wrocławiu – Wrocławi Érseki Szeminárium

## Híres emberek

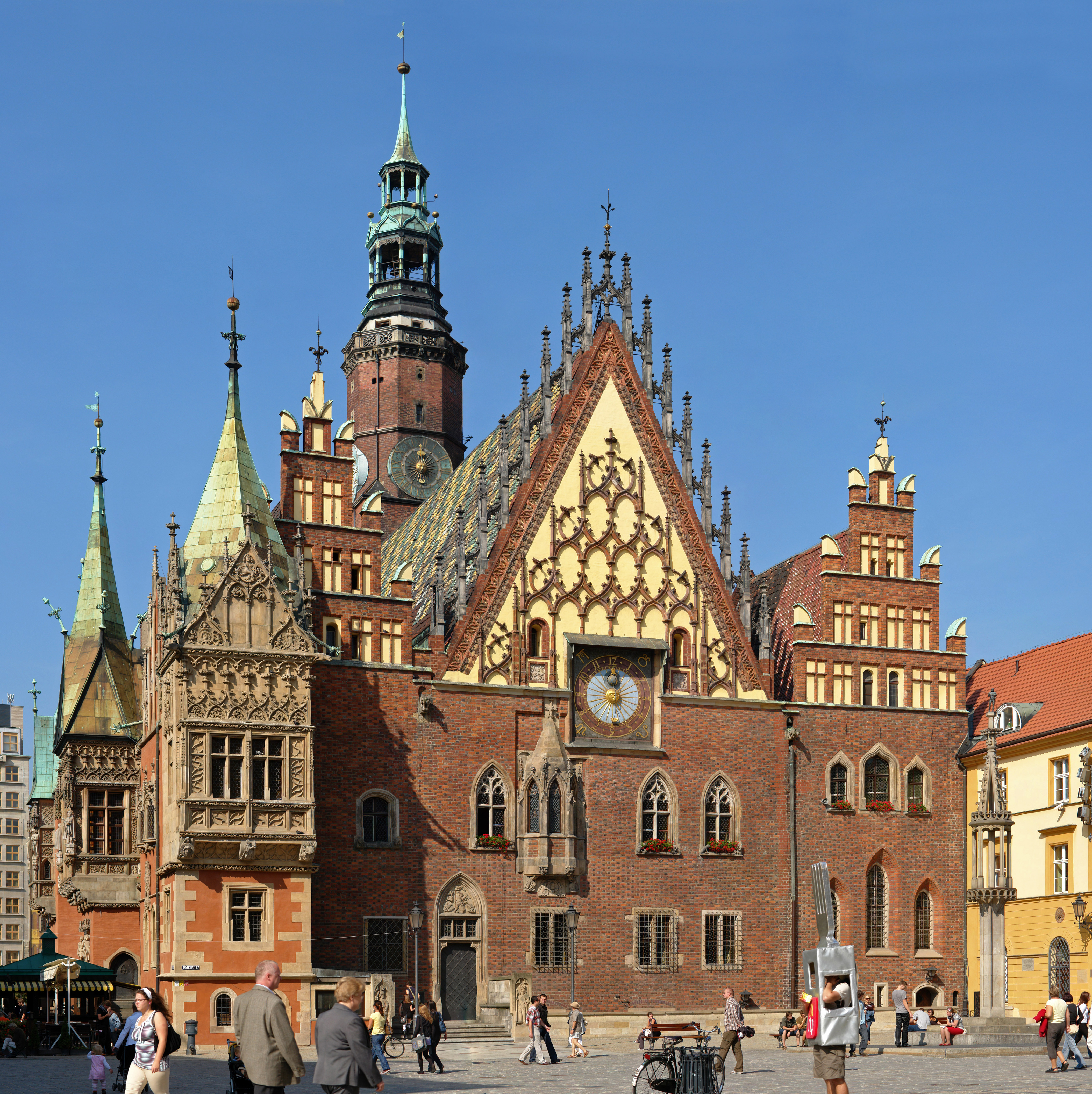
Városháza

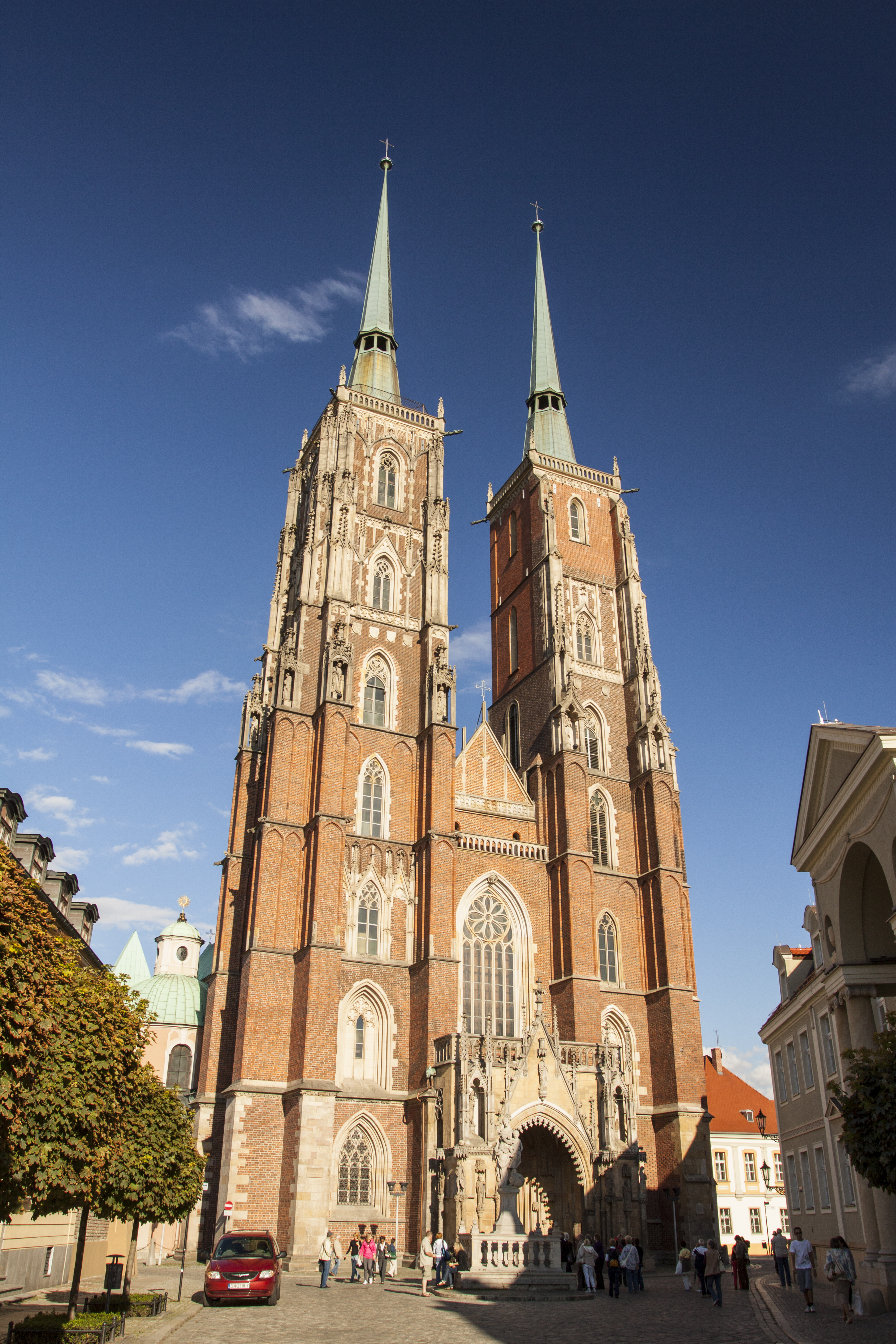
Katedrális a Tumski-szigeten

- Erich Lowenhardt – első világháborús pilóta
- Lothárd von Richthofen – I. világháborús pilóta
- Alois Alzheimer – az Alzheimer-kór felfedezője
- Adolf Anderssen – 19. századi sakkmester
- Max Berg – építész, a Hala Ludowa tervezője
- Dietrich Bonhoeffer – egyházi vezető az antifasiszta ellenállási mozgalomban
- August Borsig (* 1804), vállalkozó
- Ernst Cassirer, filozófus
- Otfrid Foerster (* 1873), idegsebész
- Jerzy Grotowski – színigazgató és vezető avantgárd szinházi személyiség
- Mirosław Hermaszewski – lengyel űrhajós
- Ludwik Hirszfeld – mikrobiológus
- Marek Hłasko – író
- Alfred Kerr – színikritikus és esszéista
- Otto Klemperer (* 1885), karmester
- Gustav Robert Kirchhoff – fizikus
- Carl Ferdinand Langhans – építész
- Ferdinand Lassalle – német szocialista politikus és reformer
- Carl Friedrich Lessing (* 1808), művész
- Adolph von Menzel – művész
- Rudolf Meidner – svéd közgazdász és szocialista teoretikus
- Joachim Cardinal Meisner – Köln bíboros érseke
- Manfred von Richthofen – az I. világháborúban harcolt német pilóta
- Tadeusz Różewicz – költő és író
- Wanda Rutkiewicz – egyik leghíresebb női hegymászó
- Julius von Sachs – botanikus
- Friedrich Schleiermacher – teológus és filozófus
- Angelus Silesius (Johannes Scheffler) – 17. századbeli német-lengyel vallásos költő
- Edith Stein, Keresztes Szent Terézia Benedikta – német filozófus és római katolikus mártír
- Hugo Steinhaus – matematikus
- Karl Zeisberg császári-királyi altábornagy
- August Meitzen német statisztikus és közgazdász
- August Tholuck német protestáns teológus
- Joseph von Zerboni di Sposetti porosz állam hivatalos, újságíró, költő
- Edit Stein 1891. október 12-én született, Keresztről nevezett Szent Teréz Benedikta karmelita nővér,az őskereszténység kora óta a katolikus egyház első zsidó származású szentje. Auschwitzban gázkamrába került,1942. augusztus 9-én halt meg.

### Nobel-díjasok
a Nobel-díj elnyerése évének sorrendjében 
- Theodor Mommsen (1902)
- Lénárd Fülöp (1905)
- Eduard Buchner (1907)
- Paul Ehrlich (1908)
- Gerhart Hauptmann (1912)
- Fritz Haber (1918)
- Friedrich Bergius (1931)
- Otto Stern (1943)
- Max Born (1954)
- Reinhard Selten (1994)

## Építészet, városépítészet

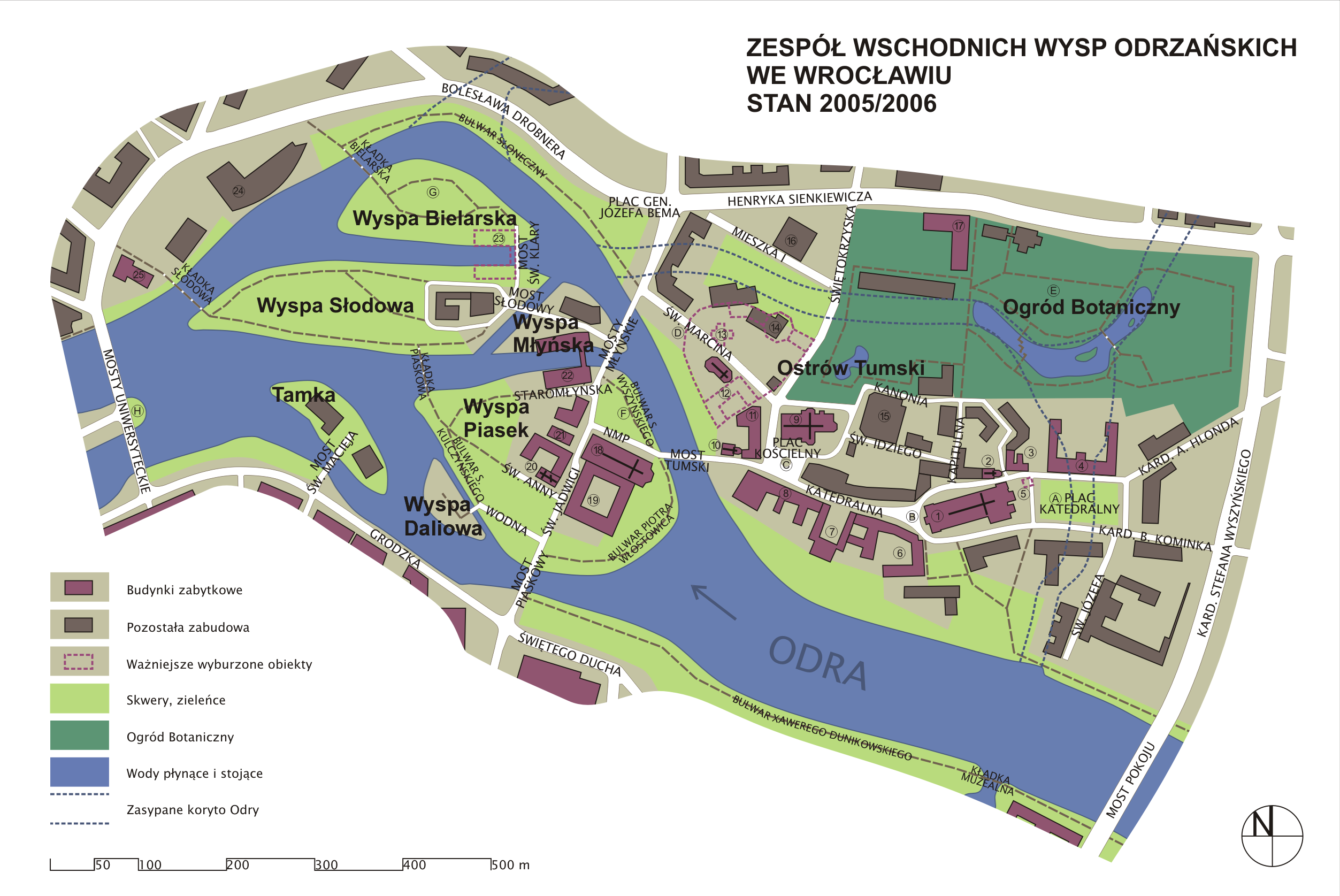
Az Odera folyó szigetei Wrocławban

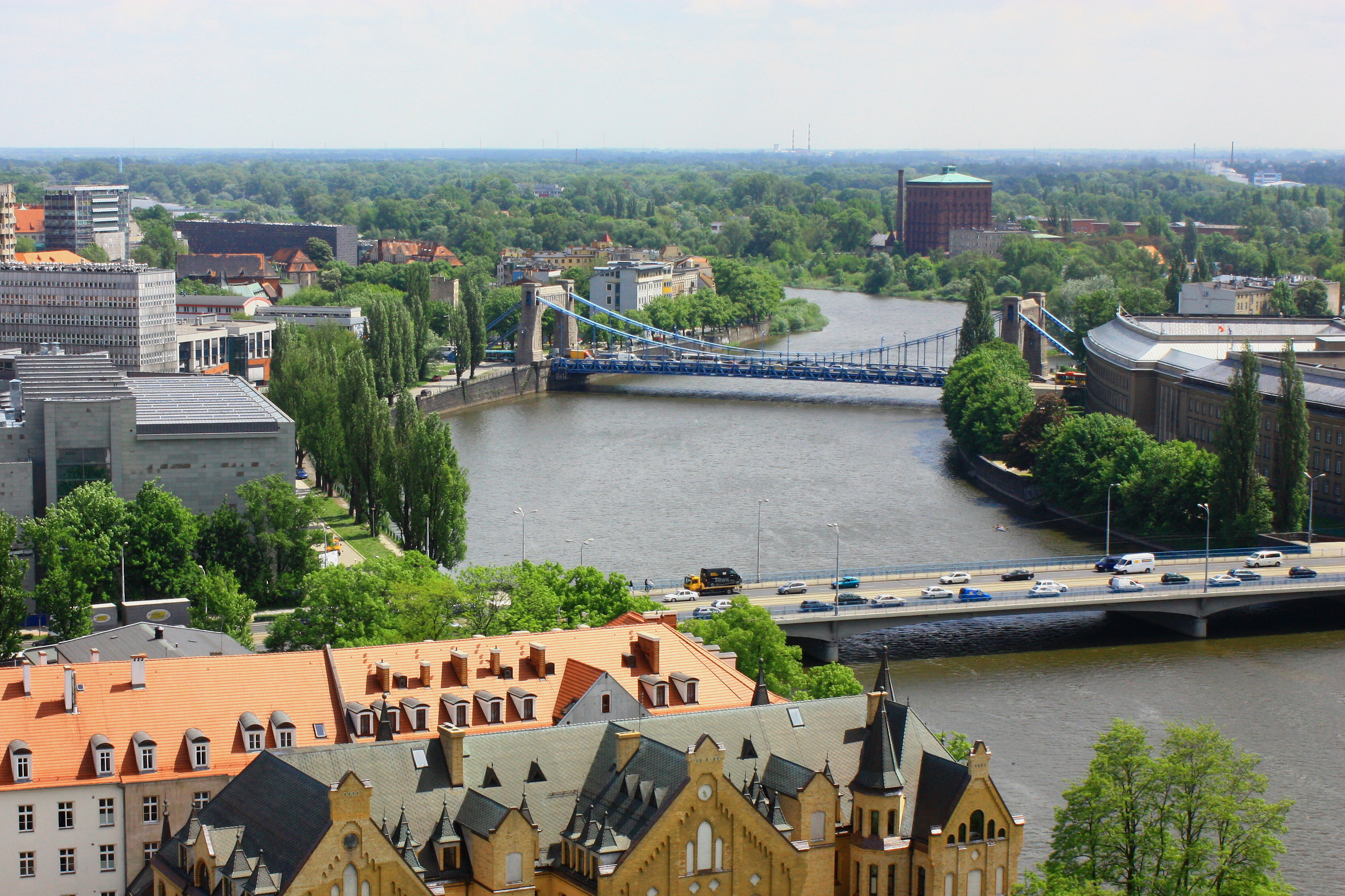
Odera folyó

Annak ellenére, hogy a háborúban az épületek 70%-a elpusztult, sok épület vagy eredeti állapotában vagy restaurálva esetleg újjáépítve megőrződött. A legkiválóbbakhoz tartoznak a következők: a gótikus városháza a piactéren, gótikus templomok: a katedrális a Tumski-szigeten (közelében a Johann Bernard Fischer von Erlach építette elektori kápolna), a Szent Kereszt társaskáptalan temploma, a Szűz Mária-templom Piaskban, a Wrocławi egyetem barokk épületcsoportja (a Lipót aulával), a wrocławi főpályaudvar neogótikus épülete, a vásárcsarnok (tervezte: Erich Mendelsohn) a wrocławi vásártelep épületei (többek között Hans Scharoun tervei alapján), illetve a Centenáriumi Csarnok (Hala Stulecia: tervezte Max Berg), amely a Világörökség része.

### Legfontosabb helyszínek
- Wrocławi piactér
- Tumski-sziget
- Piasek-sziget
- Słodowa-sziget
- Botanikus kert
- Szczytnicki park japánkerttel
- Állatkert (alapítva 1865-ben – Lengyelországban a legtöbb – 565 fajjal, összesen kb. 7100 állat)
- Régi zsidó temető
- Nagy sziget

### Történelmi építészet (1945-ig)
- Román
  - Szt. Giles-templom
- Gótikus
  - Régi városháza
  - Keresztelő Szt. János-katedrális

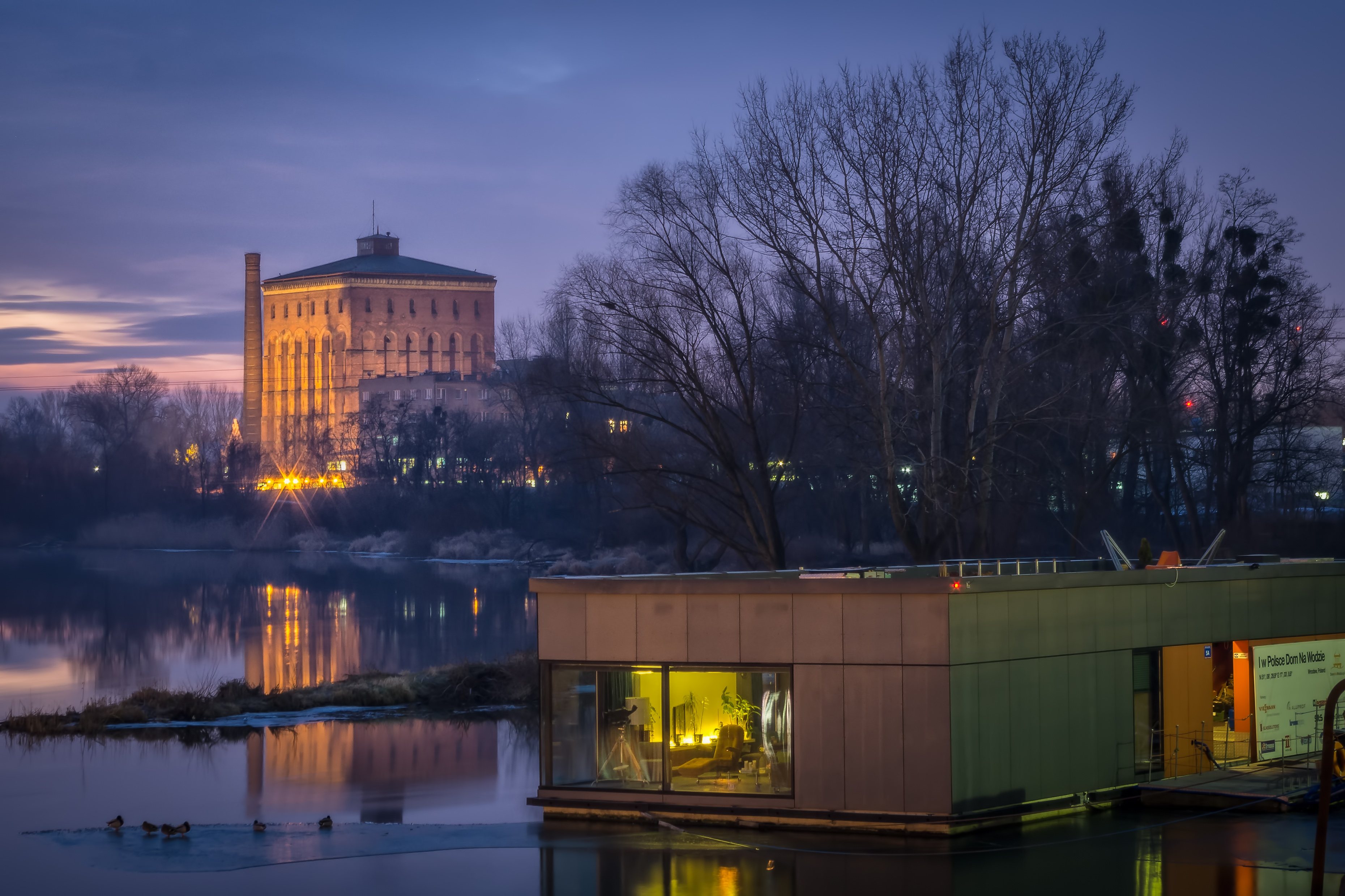
Víztorony Grobliban

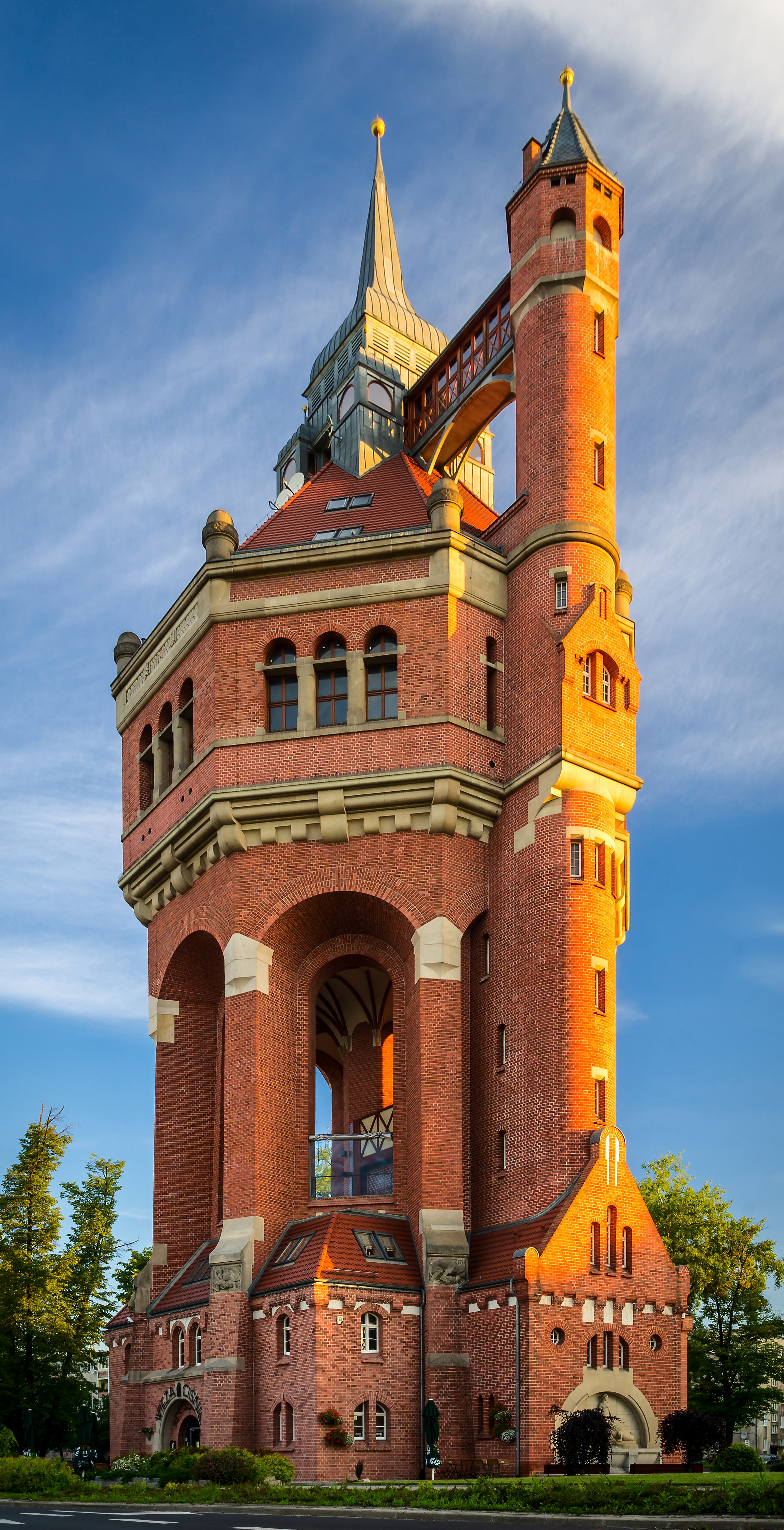
Víztorony, Wiśniowa utca

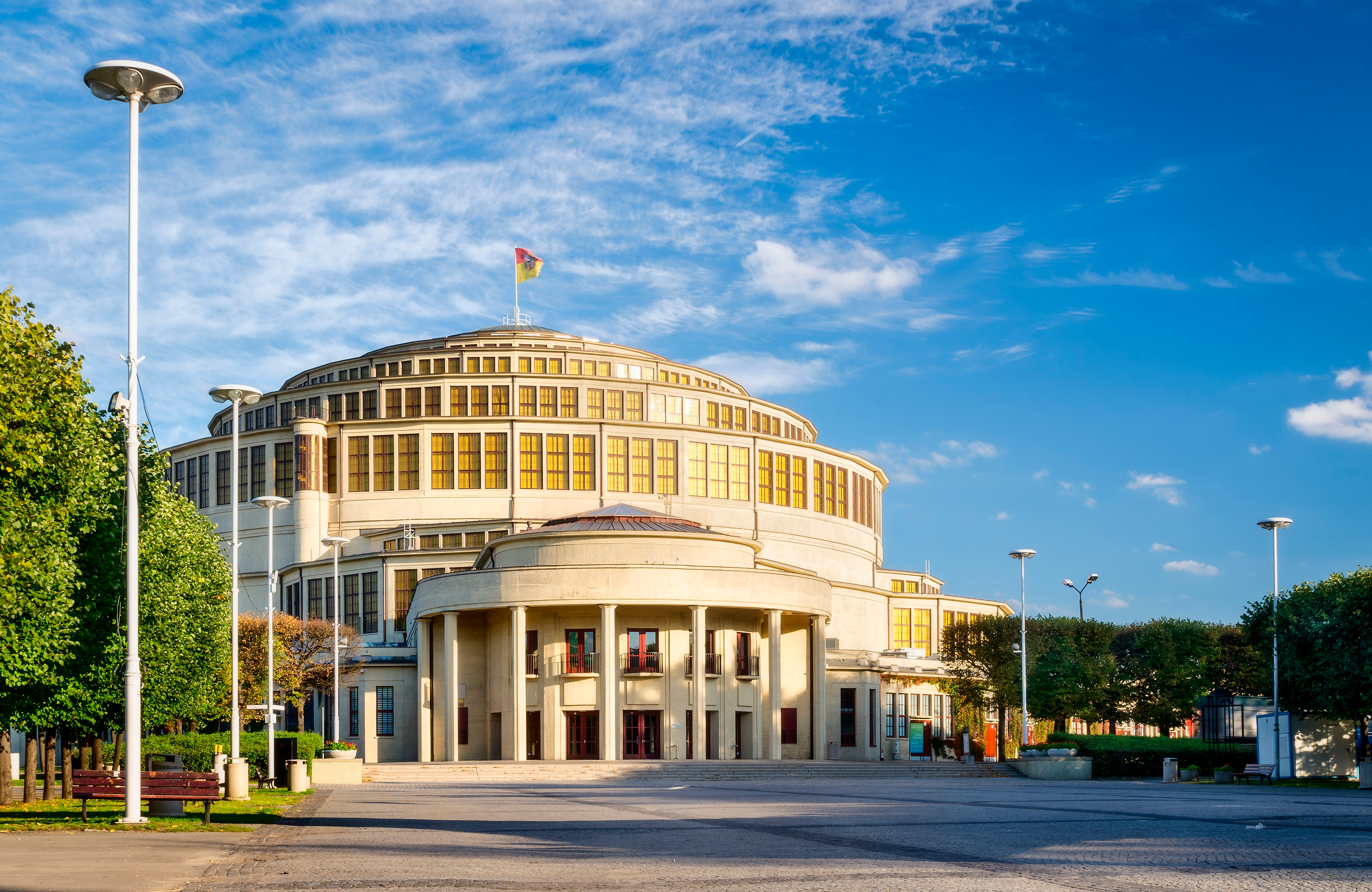
Centenáriumi Csarnok

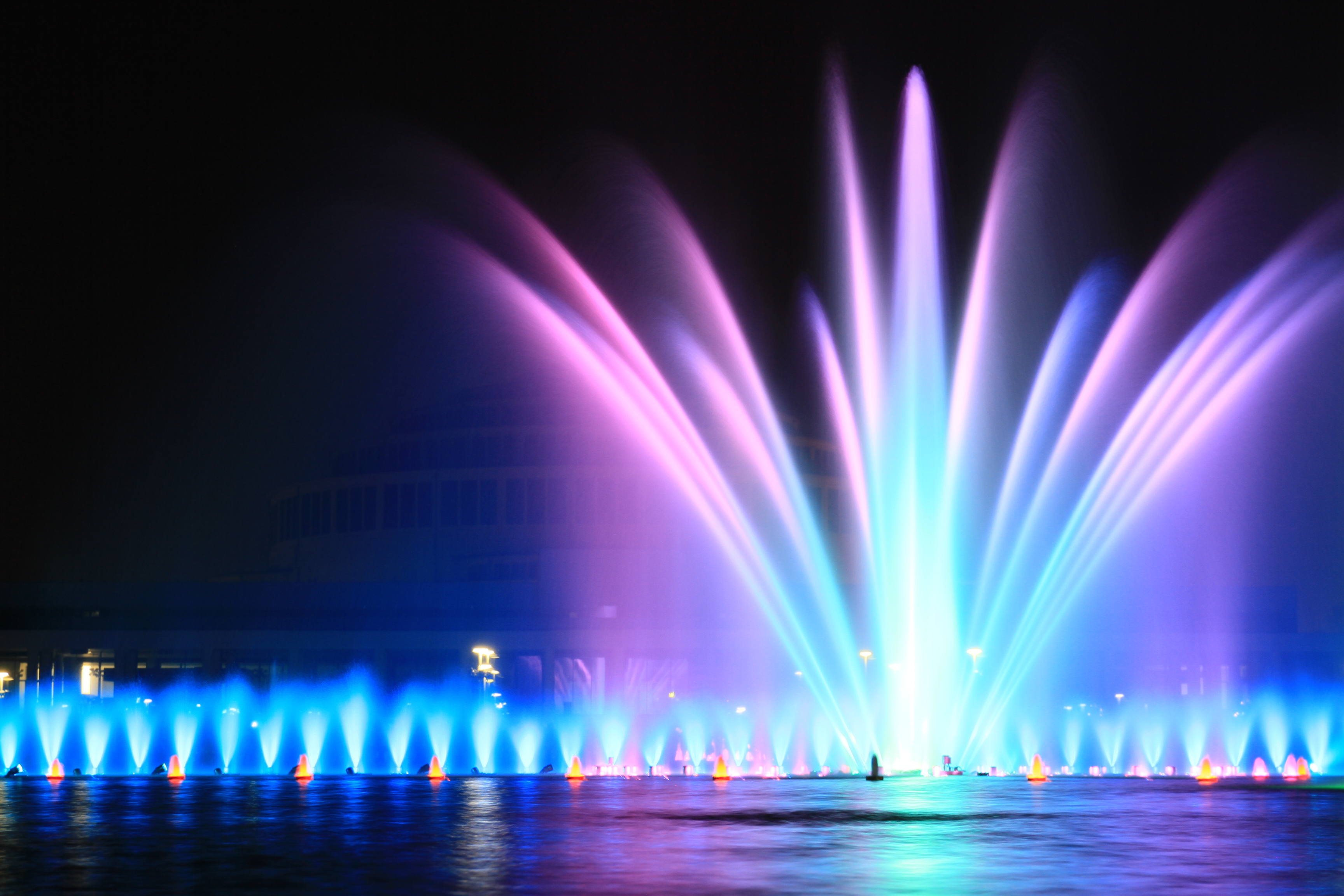
Szökőkút

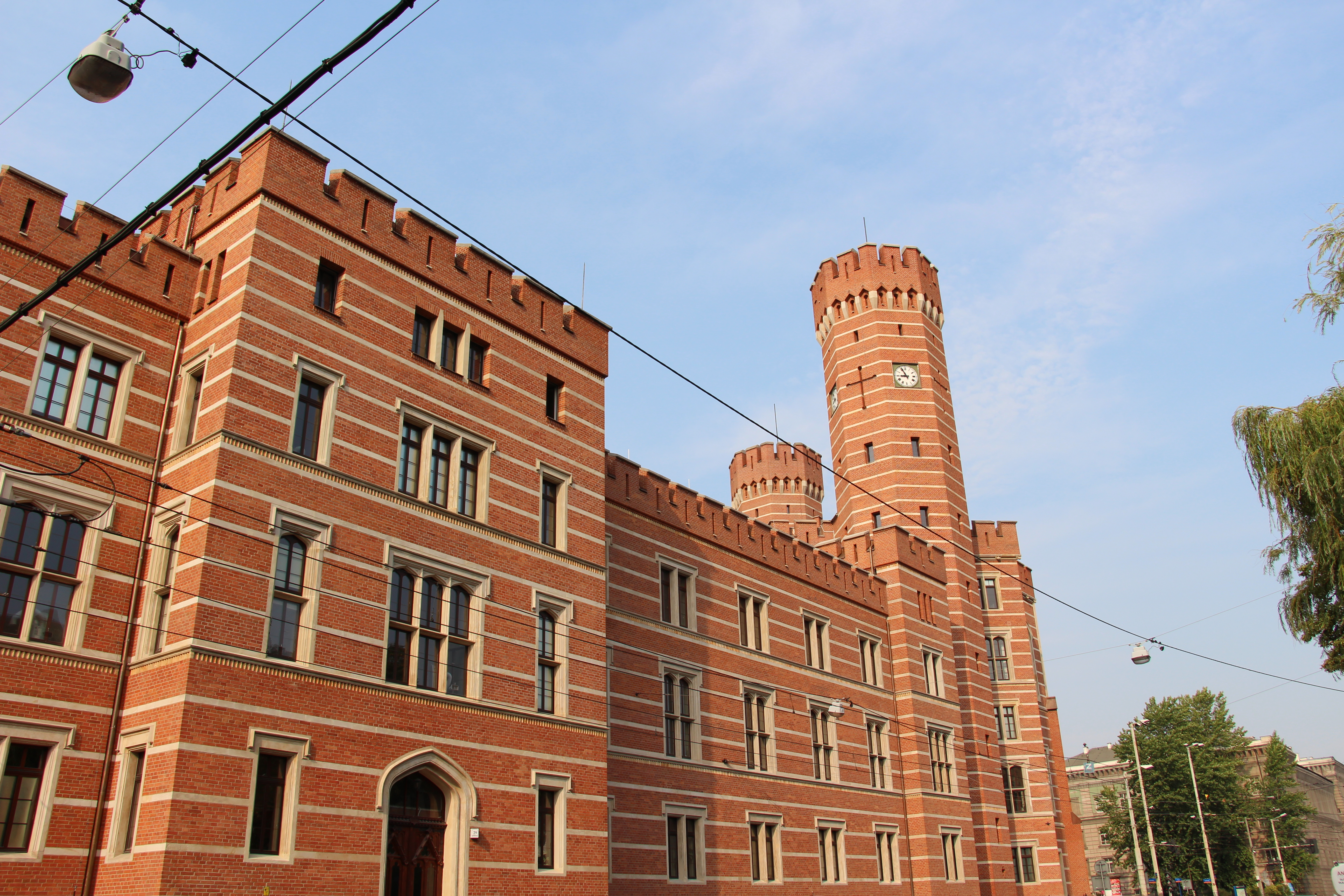
Rendőrség és bíróság

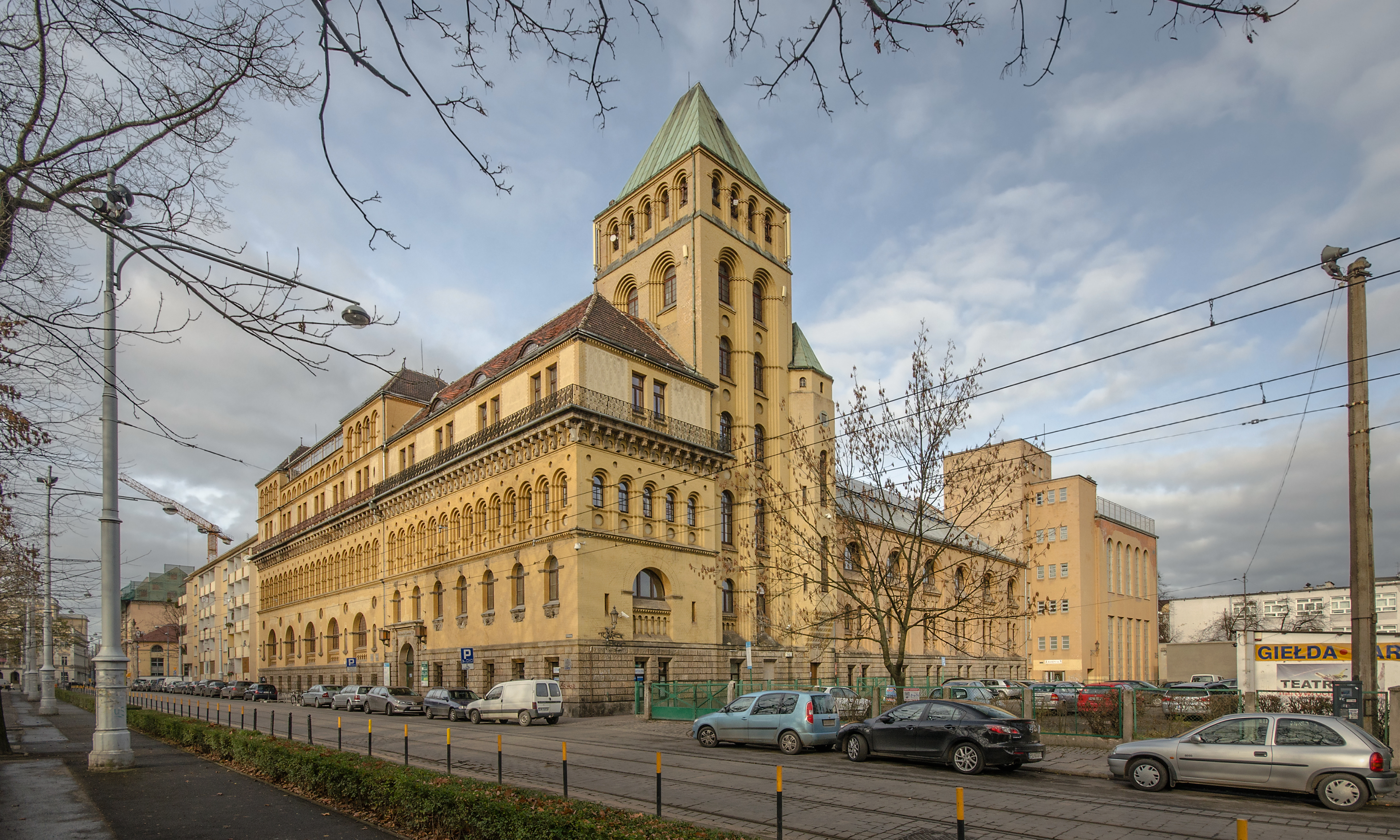
Városi fürdő (1895-97)

  - Szt. Márton-templom (régebben várkápolna)
  - Szt. Kereszt és Szt. Bertalan társas káptalan
  - Mária Magdolna-templom
  - Szent Erzsébet helyőrségi templom
  - A Legszentebb Istenanya ortodox temploma
  - Szűz Mária-templom
  - Szent Adalbert-templom (korábban domonkos templom)
  - Máté evangélista temploma
  - Szent Vince templom (régebben premontrei)
  - Szent Vencel, Szaniszló és Dorottya temploma (régebben ferences rendi templom)
  - Corpus Christi templom (régebben johannita templom)
  - Bencés templom és kolostor (jelenleg Építészeti Múzeum)
  - Orsolyák temploma a sziléziai Piastok mauzóleumával
  - Arzenál
- Reneszánsz
  - A piactér nyugati oldalának palotái
- Barokk
  - Jézus temploma (korábban jezsuita, ma egyetemi templom)
  - Az egyetem épülete
    - Aula Leopoldina
    - Matematikus-torony

  - Ossolineum épülete (Máté ev. gimnázium)
  - Páduai szent Antal temploma
  - Udvari templom a Nagy Kázmér utcában
- Klasszicizmus
  - A régi tőzsde épülete (Carl Gotthard Langhans)
  - Az Alsó-Sziléziai Opera épülete, (Carl Ferdinand Langhans)
  - A porosz királyok palotája (Friedrich August Stüler)
- Historizáló
  - Wrocław Główny pályaudvar, (Wilhelm Grapow)
  - Wrocław Świebodzki pályaudvar
  - Wrocław Nadodrze pályaudvar (Wilhelm Grapow)
  - Szent Antal templom, Karłowicében
  - Szent József temploma (Carl Ferdinand Langhans)
  - Mihály arkangyal temploma (Alexis Langer)
  - Magyarországi Szent Erzsébet temploma (Josef Ebers)
  - Új városháza (Friedrich August Stüler)
  - Az új tőzsde épülete (Karl Lüdecke)
  - Grunwaldzki híd
  - Nemzeti múzeum
  - A NOT épülete
  - Hotel Monopol
  - Víztorony (Johann Christian Zimmermann)
  - Víztorony a Wiśniowa utcában (Karl Klimm és Richard Plüddemann)
  - Építőipari iskola épülete (Karl Klimm és Richard Plüddemann)
  - Vásárcsarnok, Piaskowa utcában) (Richard Plüddemann)
  - Régi katonai fogda
- Szecesszió
  - Feniks Áruház
- Modernizmus
  - Hala Stulecia – 2006 óta világörökségi helyszín (Max Berg)
  - (Pergola) Pergola (Hans Poelzig)
  - Irodaépület, (Hans Poelzig)
  - Főposta
  - A Petersdorf vásárcsarnok (Erich Mendelsohn)
  - A Wertheim vásárcsarnok (Hermann Doernburg)
  - Gyógyszertár, a négerhez (Adolf Rading)
  - Olimpiai stadion (Richard Konwiarz)
  - Városi takarékpénztár (Heinrich Rump – 1930)
- A III. birodalom stílusa
  - Vajdasági hivatal
  - Légvédelem épülete (Richard Konwiarz)
    - ul. Ładna
    - ul. Legnicka / például Strzegomski
    - ul. Słowiańska / ul. Ołbińska
    - ul. Grabiszyńska / ul. Stalowa

### Mai építészet (1945után)
- Szocreál
  - Kościuszkowska Dzielnica Mieszkaniowa (például Kościuszki i Arkady), (Roman Tunikowski)
  - Politechnika Wrocławsk például Grunwaldzki, (Krystyna és Marian Barscy)
- Modern
  - Galeriowiec przy ul. H. Kołłątaja, (Jadwiga Grabowska-Hawrylak, Edmund Frąckiewicz, Maria és Igor Tawryczewscy)
  - Trzonolinowiec
  - rotunda Panorama Racławicka|Panoramy Racławickiej, (Marek Dziekoński)
  - Wieżowce mieszkalne ("sedesowce") például Grunwaldzkim, (Jadwiga Grabowska-Hawrylak)
  - "Ołówek" és "Kredka" akadémikusok, (Krystyna és Marian Barscy)
  - Poltegor
- Posztmodern
  - Dom Handlowy Solpol, (Wojciech Jarząbek)
  - Renaissance Center
  - Biurowiec EFL
  - Wratislavia Tower (Helios mozi), (Leszek Łękawa)
  - Hotel Radisson SAS
  - Galeria Dominikańska (ECE), (Edward Lach)
  - Hotel Park Plaza, (Edward Lach)
  - Dom Handlowy Howell, (Edward Lach)
  - Kościół św. Ignacego Loyoli we Wrocławiu|Kościół św. Ignacego Loyoli przy ul. Stysia (Zenon Nasterski)

### Fontosabb hidak

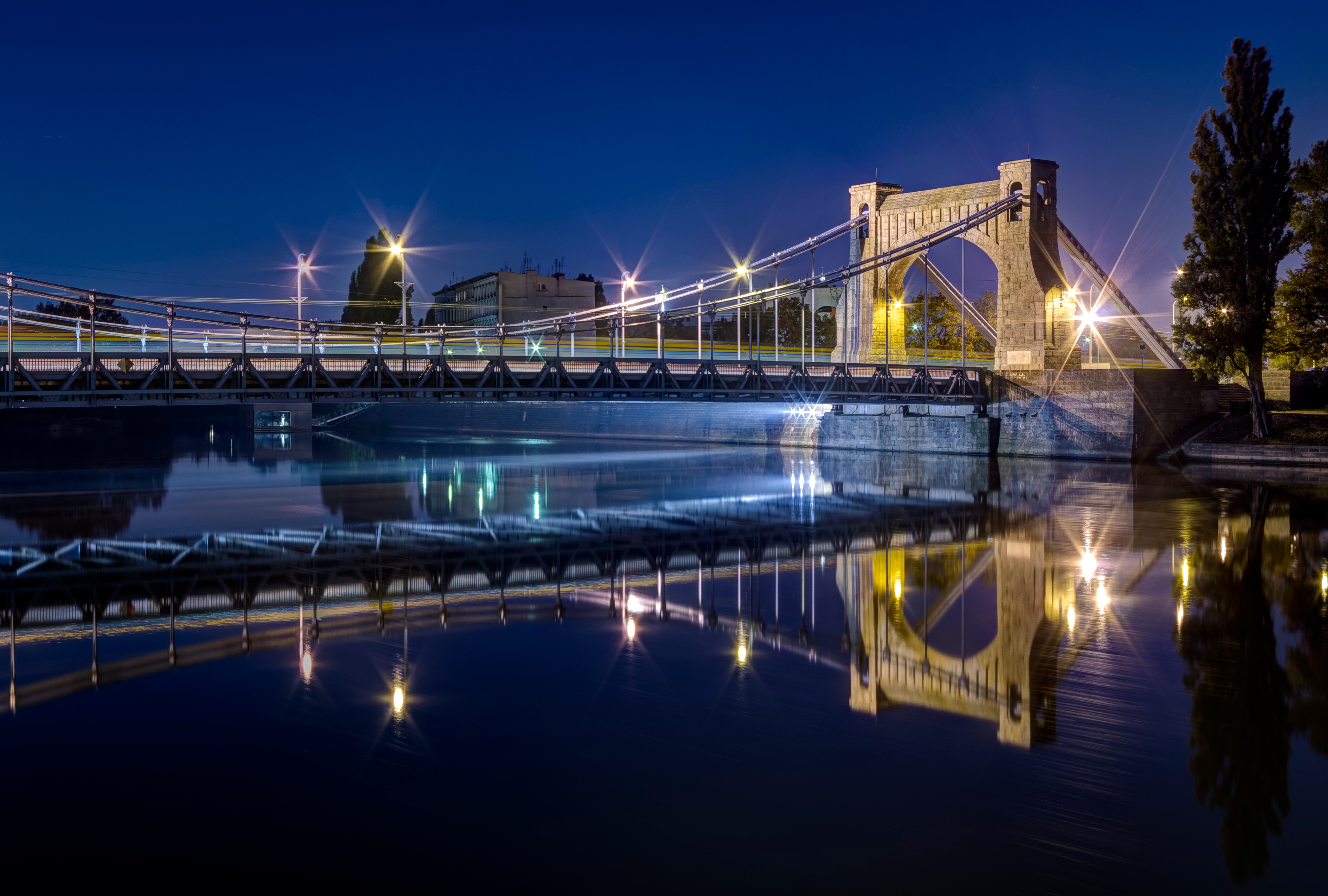
A Grunwaldzki híd

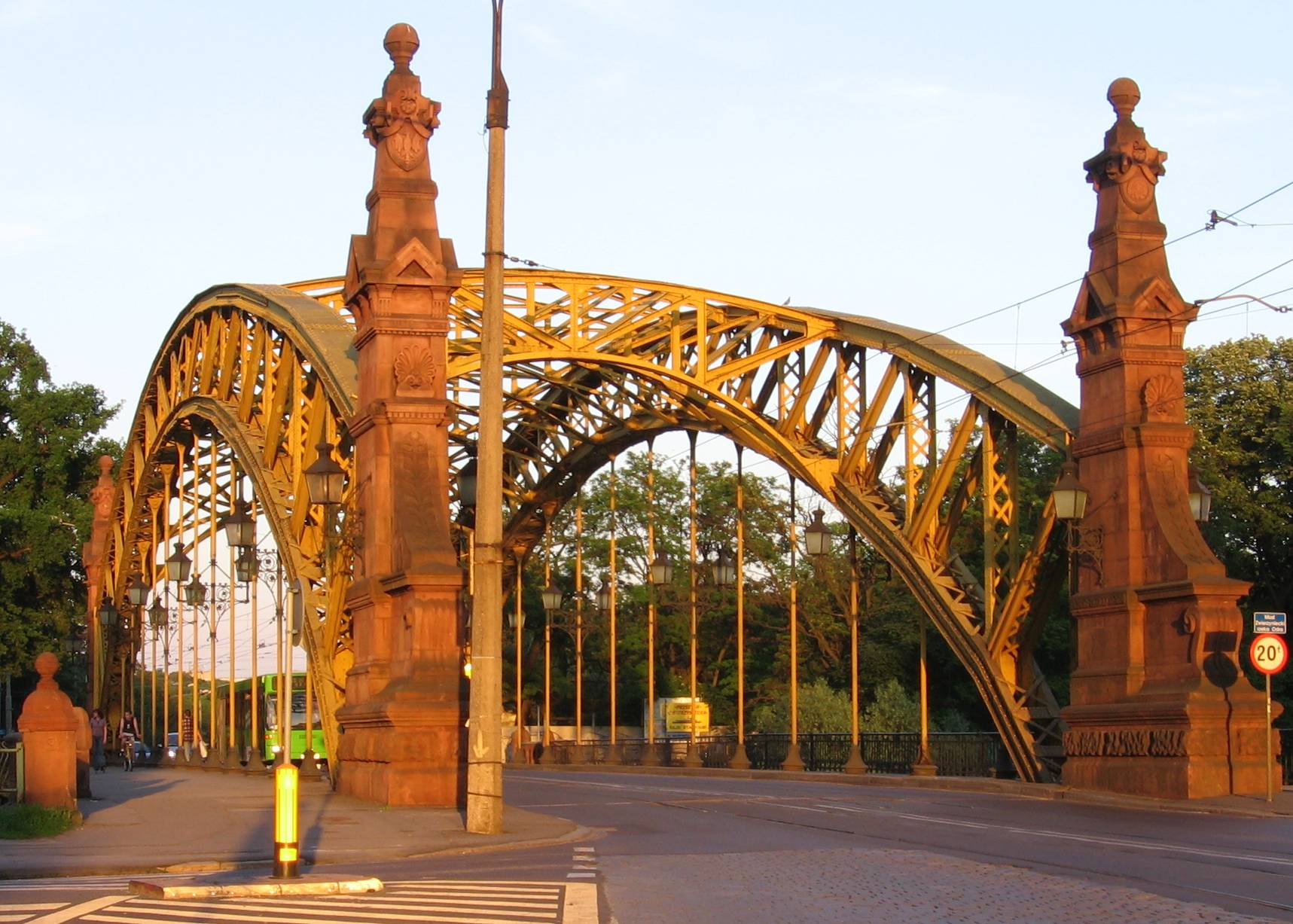
A Zwierzyniecki híd az állatkert felől

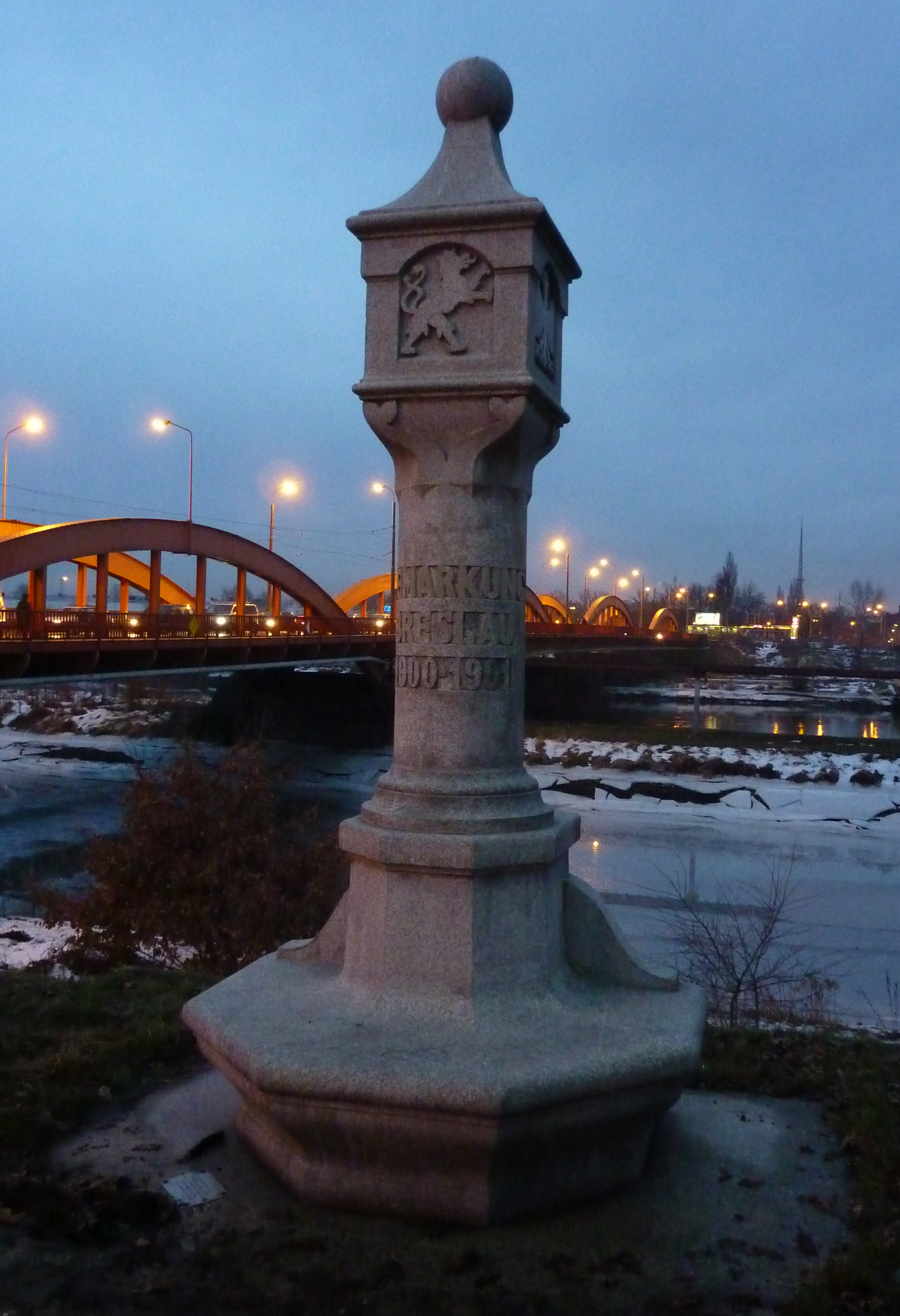
Trzebnica hidak

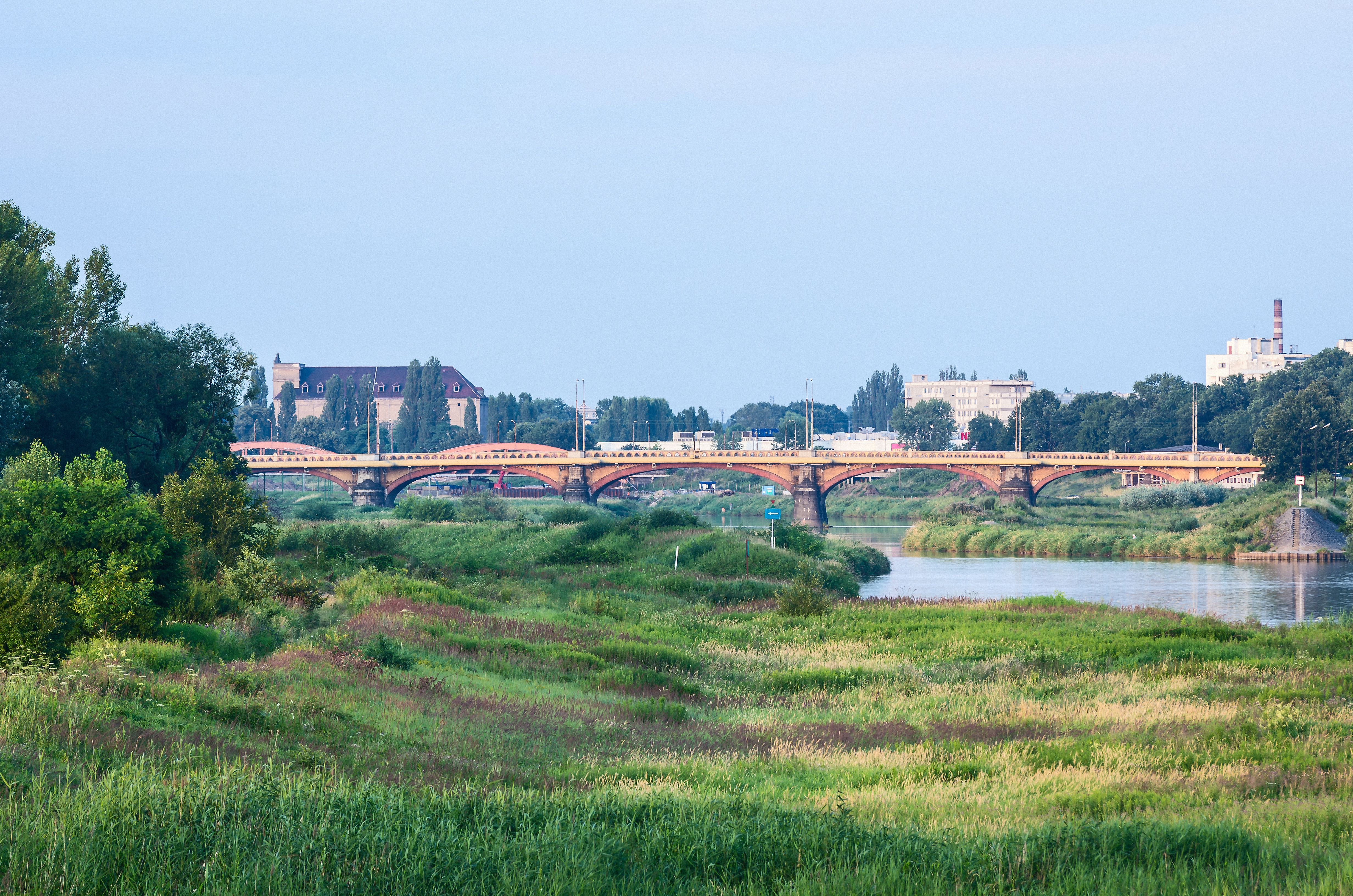
Az Osobowicki híd

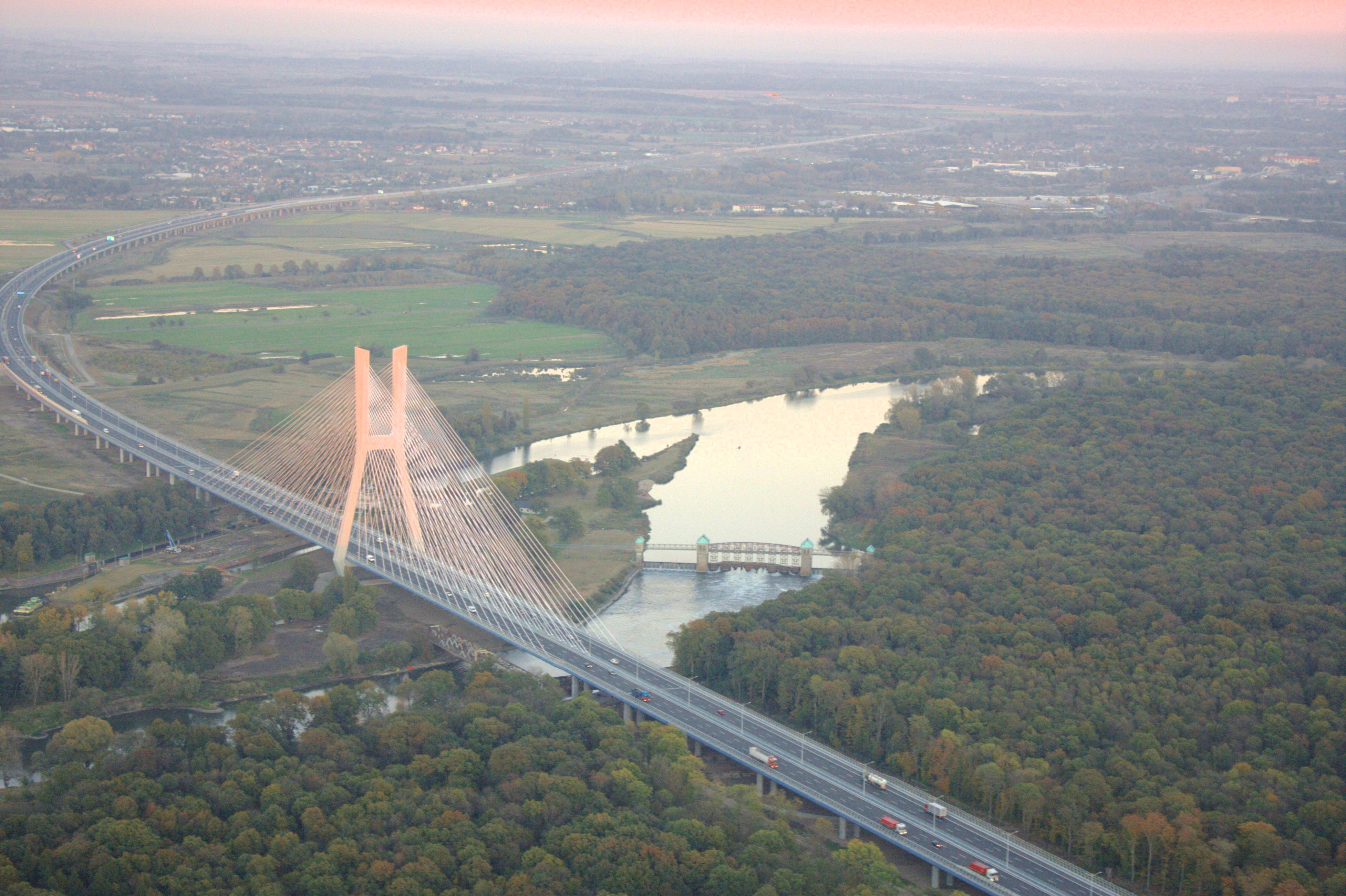
A Rędziński hid – 122 m

1. Most Bartoszowicki (árvízi csatorna)
2. Most Bolesława Krzywoustego (Widawa)
3. Most Brodzki (Bystrzyca (Odera-mellékág))
4. Most Burzowy (Városi csatorna)
5. Most Dekarski (Widawa)
6. Most Dmowskiego (déli Odera)
7. Most Grunwaldzki (Odera)
8. Mosty Jagiellońskie (árvízi csatorna és vitorlás csatorna)
9. Most Jarnołtowski (Bystrzyca)
10. Most Kleciński (Ślęza)
11. Most Kłokoczycki (Widawa)
12. Most Krupniczy (Várárok)
13. Most Marszowicki (Bystrzyca)
14. Most Maślicki (Ślęza)
15. Mosty Mieszczańskie (déli Odera)
16. Most Milenijny (Tysiąclecia) (Odra)
17. Mosty Młyńskie (Odra)
18. Most Muchoborski (Ślęza)
19. Most Oławski (Oława folyó)
20. Most Oporowski (Ślęza)
21. Mosty Osobowickie (Városi csatorna, Öreg Odera, Różanka csatorna)
22. Most Parkowy (Felső Oława)
23. Most Partynicki (Ślęza)
24. Most Pawłowicki (Dobra-folyó)
25. Most Pęgowski (Widawa)
26. Most Piaskowy (Odera)
27. Most Pilczycki (Ślęza)
28. Most Pilczycki Nowy (Ślęza)
29. Most Piotra Skargi (Várárok)
30. Most Pokoju (Odera)
31. Most Polanowicki (Widawa)
32. Mosty Pomorskie (déli Odera)
33. Most Rakowiecki (Oława folyó)
34. Most Ratyński (Bystrzyca)
35. Most Rędziński (Odera)
36. Most Sądowy (Várárok)
37. Most Sikorskiego (déli Odera)
38. Most Słodowy (Odera)
39. Most Sołtysowicki (Widawa)
40. Most Strachociński (Csatorna)
41. Most Strzegomski (Ślęza)
42. Most Swojczycki vagy Bolesława Chrobrego (árvízi csatorna és vitorlás csatorna)
43. Most Szczytnicki (Öreg Odera)
44. Mosty Średzkie (Bystrzyca)
45. Most Św. Antoniego (Várárok)
46. Most Św. Klary (Odera)
47. Most Św. Macieja (déli Odera)
48. Mosty Trzebnickie (Kanał Miejski, Stara Odra, Kanał Różanka)
49. Most Tumski (Odera)
50. Mosty Uniwersyteckie (déli Odera)
51. Mosty Warszawskie (Városi csatorna és Öreg Odera)
52. Most Widawski (Widawa)
53. Most Wilczycki (Widawa)
54. Most Zaleski (Czarna Woda)
55. Most Zakrzowski (Widawa)
56. Most Zwierzyniecki (Öreg Odera)
57. Most Żernicki (Ślęza)
58. Kładka Barani Skok (Oława)
59. Kładka Bielarska (Odra)
60. Kładka Muzealna (Várárok)
61. Kładka Oporowska (Ślęza)
62. Kładka Parkowa (Oława)
63. Kładka Siedlecka (Oława)
64. Kładka Świętego Antoniego (Várárok)
65. Kładka Złotnicka (Bystrzyca)
66. Kładka Zwierzyniecka (Odera)